# Chevrolet C/K
Chevrolet C/K est le nom d'une ligne de véhicules comportant des utilitaires légers (de 2 à 4,5 t de PTAC), des châssis-cabines et des camions poids lourds (jusqu'à 27 t de PTRA) produite par la marque Chevrolet de 1960 à 2001. Son équivalent GMC s'est appelé C/K jusqu'en 1987 puis GMC Sierra. Les prédécesseurs de ces véhicules étaient respectivement les Chevrolet Task Force et les GMC Blue Chip.
Le préfixe C était utilisé pour les versions à deux roues motrices, le K désignait les versions 4 × 4.
Les modèles poids lourds ont été retirés du catalogue en 1988, lorsque GMC a revendu sa partie "poids lourds" à Volvo. En 1998, le reste de la gamme Chevrolet C/K a été remplacé, en Amérique du Nord, par le Chevrolet Silverado. Au Brésil, la production a continué jusqu'en 2001.
Le nom Silverado, apparu en 1975 pour définir le niveau d'équipement supérieur de la gamme Chevrolet, est devenu celui du modèle remplaçant les grands pick-ups, de la même manière que Sierra avait d'abord été le nom d'un niveau d'équipement avant de devenir en 1988 celui de la gamme des grands pick-ups et des modèles châssis-cabines dérivés de GMC.

## Première génération (1960-1966)
Lancée à l'automne 1959, l'année-modèle 1960 a introduit un nouveau style de carrosserie de pick-up léger qui présenté de nombreuses premières. Le plus important d'entre eux était un cadre en échelle à centre abaissé, permettant à la cabine d'être positionnée plus bas, et une suspension avant indépendante, donnant presque une conduite d'automobile dans un pick-up. Autre nouveauté pour 1960: un nouveau système de désignation des pick-ups fabriqué par GM. Finies les désignations 3100, 3200 et 3600 pour les modèles courts de 1/2 tonne, longs de 1/2 tonne et de 3/4 de tonne. Au lieu de cela, un nouveau schéma attribué 10, 20 ou 30 pour les modèles de 1/2 tonne, de 3/4 de tonne et de 1 tonne. Depuis 1957, les pick-ups étaient disponibles d'usine en tant que modèles quatre roues motrices, et le nouveau schéma de catégorie le ferait savoir. Un C (Conventional) devant le numéro de série désigne un modèle traction arrière à 2 roues motrices tandis qu'un K désigne une transmission intégrale à 4 roues motrices.
Les vrais badges sur les pick-ups Chevrolet portaient un système de nom en plus des nombres de série de la génération précédente pour 1960 et 1961: les séries 10, 20, 30 et 40 (C et K) étaient identifiées comme "Apache", les pick-ups des séries 50 et 60 étaient identifiées comme "Viking", et les plus grands modèles des séries 70 et 80 étaient marqués "Spartans". Pour 1960, les pick-ups C/K étaient disponibles en versions lisses "Fleetside" ou avec protection "Stepside". GMC les appelés "Wide-Side" et "Fenderside". Les modèles d'une demi-tonne étaient les pick-ups à benne longue et courte C10 et K10, et Les C20 et K20 à ¾ de tonne, ainsi que le C30 à une tonne, étaient également disponibles. GMC n'a pas utilisé la nomenclature "C", bien que leurs versions 4x4 aient utilisé la nomenclature "K". Les numéros des modèles GMC pour le 1/2 tonne, le 3/4 de tonne, le 1 tonne et le 1,5 tonne étaient 1000, 1500, 2500 et 3000. Les Chevrolet C40 et GMC 3000 de 1,5 tonne, qui utilisaient la cabine légère, (mais uniquement comme châssis-cabine et modèles à piquets), ont été abandonnées pour l'année modèle 1963,.
Les modèles de 1960, 1961 et 1962 comportaient des suspensions avant à barre de torsion, avec des suspensions arrière à bras oscillant. Les lignes de finition étaient la base et "Custom". Les moteurs comprenaient le V6 GMC 305 de base pour la version GMC de 137 ch (101 kW), les six cylindres en ligne GMC 236 et 261 de 152 ch (112 kW) et un V8 GMC 283 de 162 ch (119 kW).
Une suspension avant à ressorts hélicoïdaux est arrivée en 1963, ainsi qu'un nouveau moteur de base, un six cylindres en ligne 230 de 142 ch (104 kW) et un six cylindres en ligne 292 de 167 ch (123 kW) en option. La cabine a été modifiée pour 1964, avec l'élimination du pare-brise « enveloppant » et une nouvelle conception de calandre avant, ainsi que divers changements intérieurs, tout en conservant le design original sur la carrosserie. La climatisation et un V8 327 de 223 ch (164 kW) sont arrivés en 1965. Un nouveau moteur de base a terminé le modèle en 1966 avec un moteur six cylindres en ligne 250 de 157 ch (116 kW).

### Apache, Viking et Spartan
Lancée en 1960, la gamme C/K de Chevrolet reprend les appellations utilisées en 1958 et 1959 pour les deux dernières années de la gamme Task-Force, et servant à définir la catégorie de tous les modèles utilitaires de Chevrolet (dont les camions à cabine avancée Tilt Cab et les modèles L-Series à cabine semi-avancée) :
- Apache pour les modèles légers (de 2 à 4,5 tonnes de PTAC)[1] : C/K-10 Apache, C/K-20 Apache et C-30 Apache ;
- Viking pour les modèles de moyen tonnage (jusqu'à 10 t de PTAC) : C-50 Viking et C-60 Viking ;
- Spartan pour les modèles de fort tonnage (11 t et plus de PTAC) : C-70 Spartan et C-80 Spartan.

Ces appellations, qui ne sont pas utilisées par GMC, disparaîtront en 1962 au profit des dénominations standard "light-duty" (utilitaires légers), "medium-duty" (utilitaires de moyen tonnage) et "heavy-duty" (utilitaires poids lourds).
La version C-40 Apache, bien que reliée aux utilitaires légers par son nom et l'utilisation de la même cabine, bénéfice d'un PTAC (de 4,5 à 6,3 t) entrant dans la catégorie des camions de moyen tonnage.
Les pick-ups reprennent également les appellations de bennes apparues en 1958 avec la génération précédente : Stepside pour la benne avec arches de roues apparentes, Fleetside pour les bennes à ailes planes (pour GMC : Fenderside et Wide-Side).

### Modèles moyens et lourds
Les pick-ups de poids moyen étaient:
- Chevrolet C40/GMC 3000 (1960-62) de 1½ tonne, avec la cabine légère
- Chevrolet C50 et C60
- GMC 3500, 4000 et 5000

Les pick-ups lourds étaient:
- Chevrolet C60-H[9] (un C60 avec un poids nominal brut du véhicule plus lourd: 10 tonnes au lieu de 8,8 tonnes), C70 (1960-61) et C80
- Modèles Chevrolet avec essieu arrière tandem M60 (1963-66), M70 (1960-61) et M80 (1962-66)
- GMC 5500, 6000 et 6500
- Modèles GMC avec essieu arrière tandem W5000, W5500 et W6500

#### Carrosseries
Les modèles C-Series Apache sont disponibles en cinq carrosseries :
- Pick-ups :
  - C/K-10 Apache (Stepside et Fleetside) sur châssis court ou châssis moyen (2,92 m d'empattement) ;
  - C/K-20 Apache (Stepside et Fleetside) sur châssis moyen (3,23 m d'empattement) ;
  - C-30 Apache (Stepside seulement) sur châssis long (3,38 m d'empattement)
- Camionnettes tôlées (ou panel) C-10 Apache et C-30 Apache ;
- Châssis-cabine ;
- Camion plateau ;
- Camion à ridelles.

Les C-Series Viking sont vendus en modèles châssis-cabine, camion plateau, camion à ridelles et châssis pour bus. Les C-Series Spartan en châssis-cabine uniquement.
Comme pour les générations précédentes et les suivantes, le Suburban de la même période est basé sur le châssis des utilitaires légers.
Alors que les modèles GMC n'évoluent pas pendant ces deux ans, la calandre et les feux de parking de la version Chevrolet, situés en bout de capot, changent légèrement de forme en 1961. De même, le logo de modèle, situé sur l'aile avant en 1960, remonte sur le côté du capot.

#### Équivalences Chevrolet/GMC
| Chevrolet                 | GMC            |
| ------------------------- | -------------- |
| C/K-10 Apache             | 1000/K-1000    |
| C/K-20 Apache             | 1500/K-1500    |
| C-30 Apache               | 2500           |
| C-40 Apache               | 3000           |
| C-50 Viking/C-60 Viking   | 3500/4000/5000 |
| C-70 Spartan/C-80 Spartan | 6000/6500      |

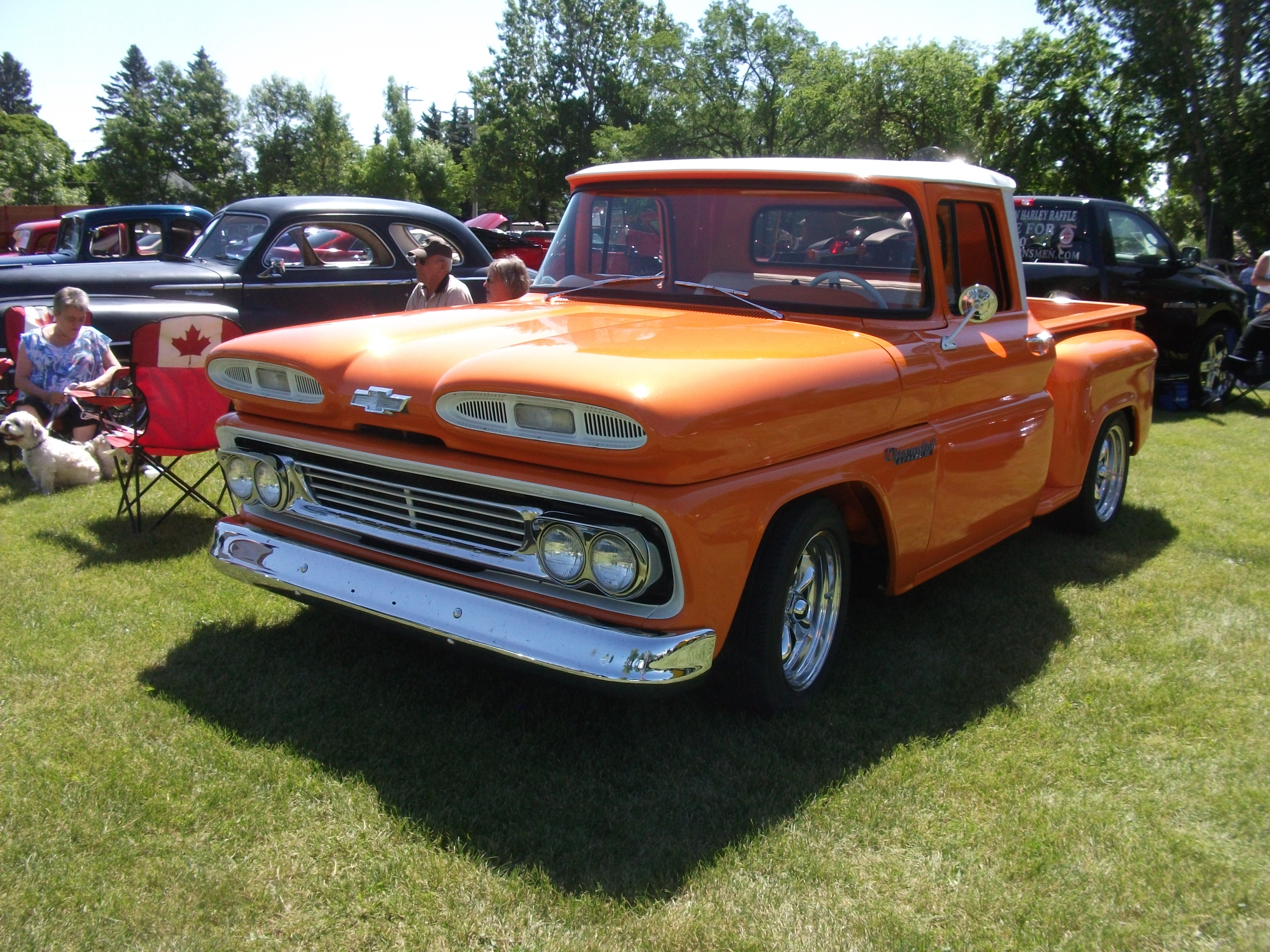
Pick-up C-10 Apache avec benne "Stepside" - 1960
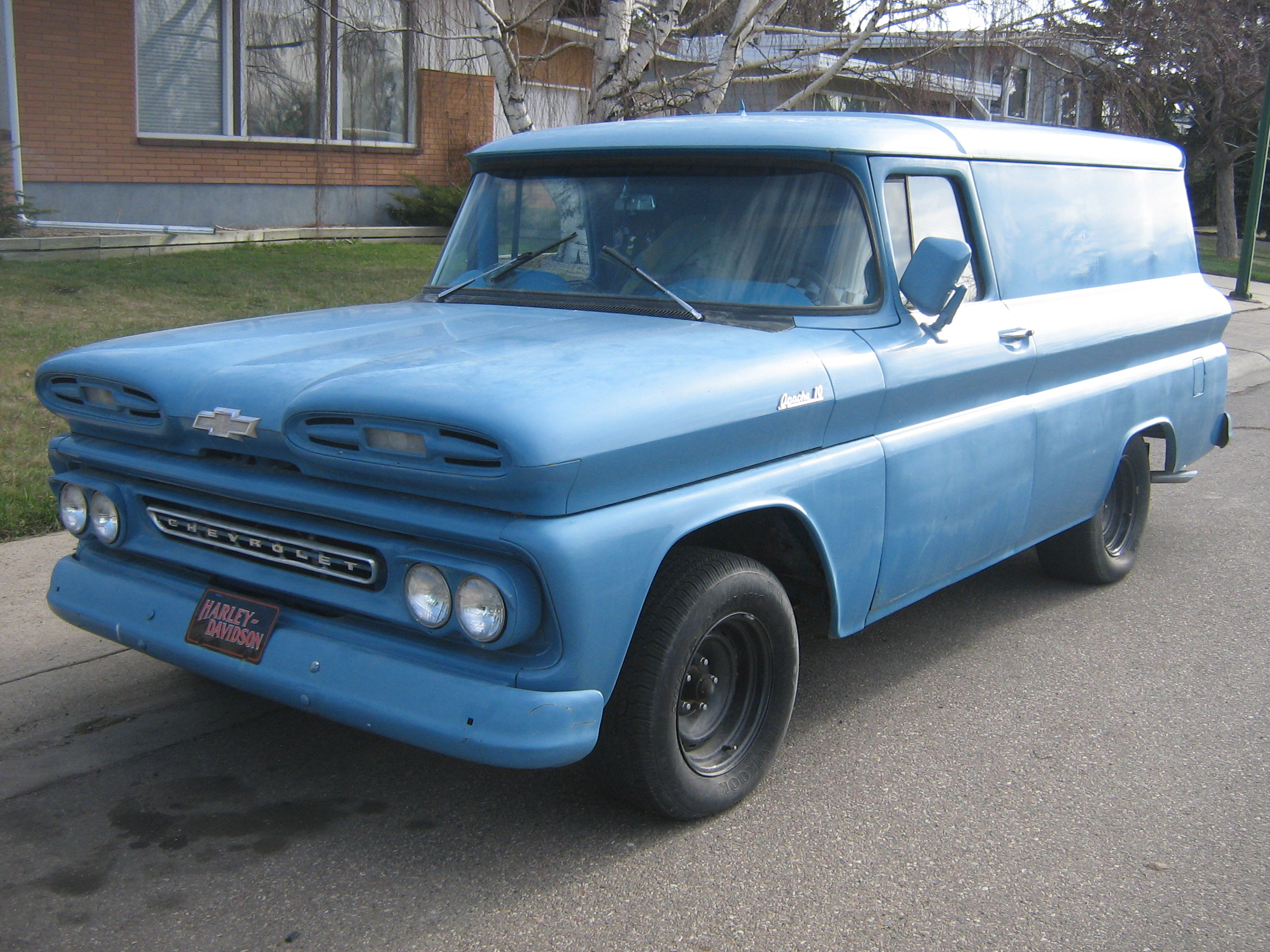
Camionnette tôlée C-10 Apache - 1961
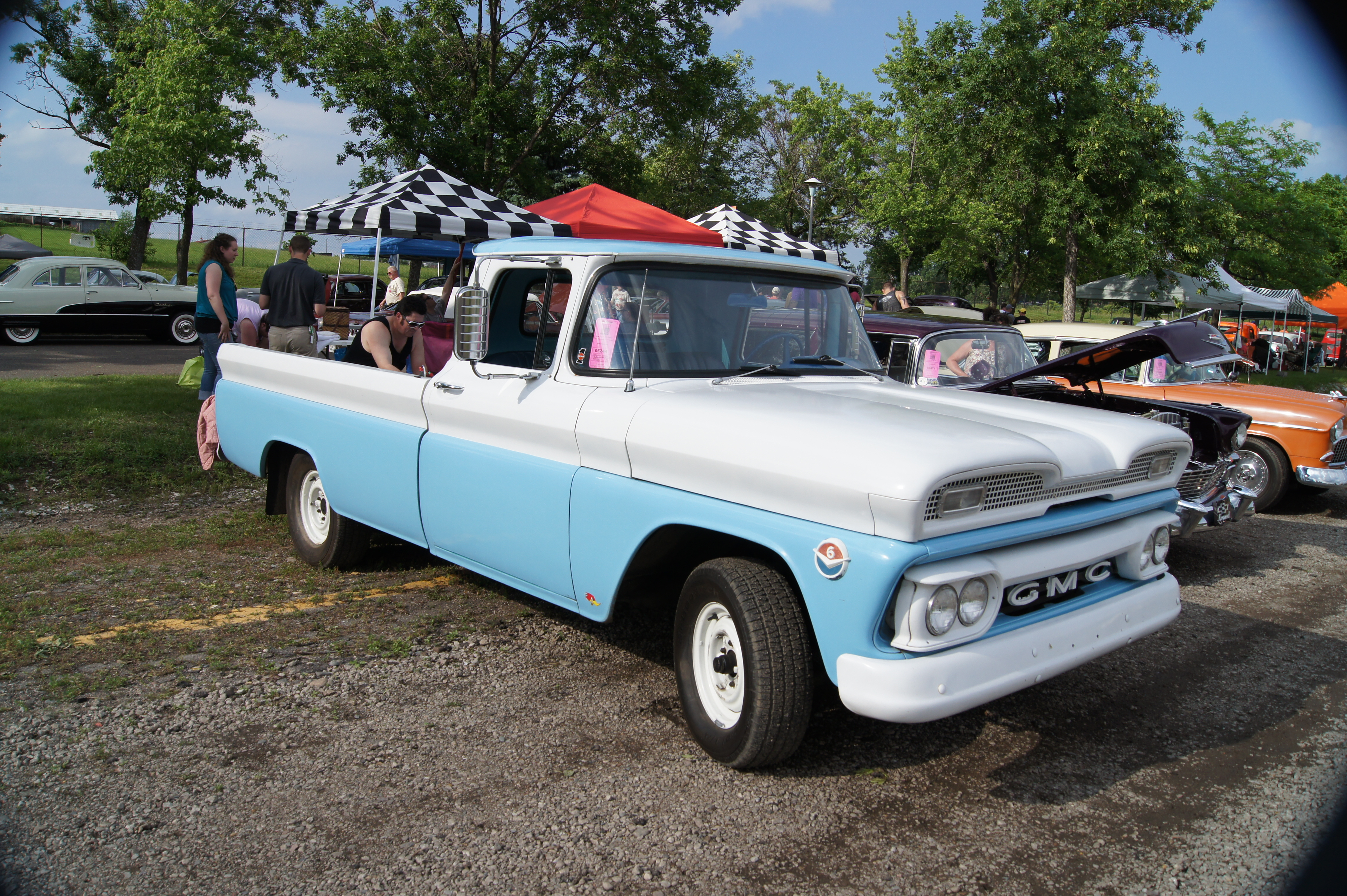
Pick-up GMC Wide-Side - 1960-61
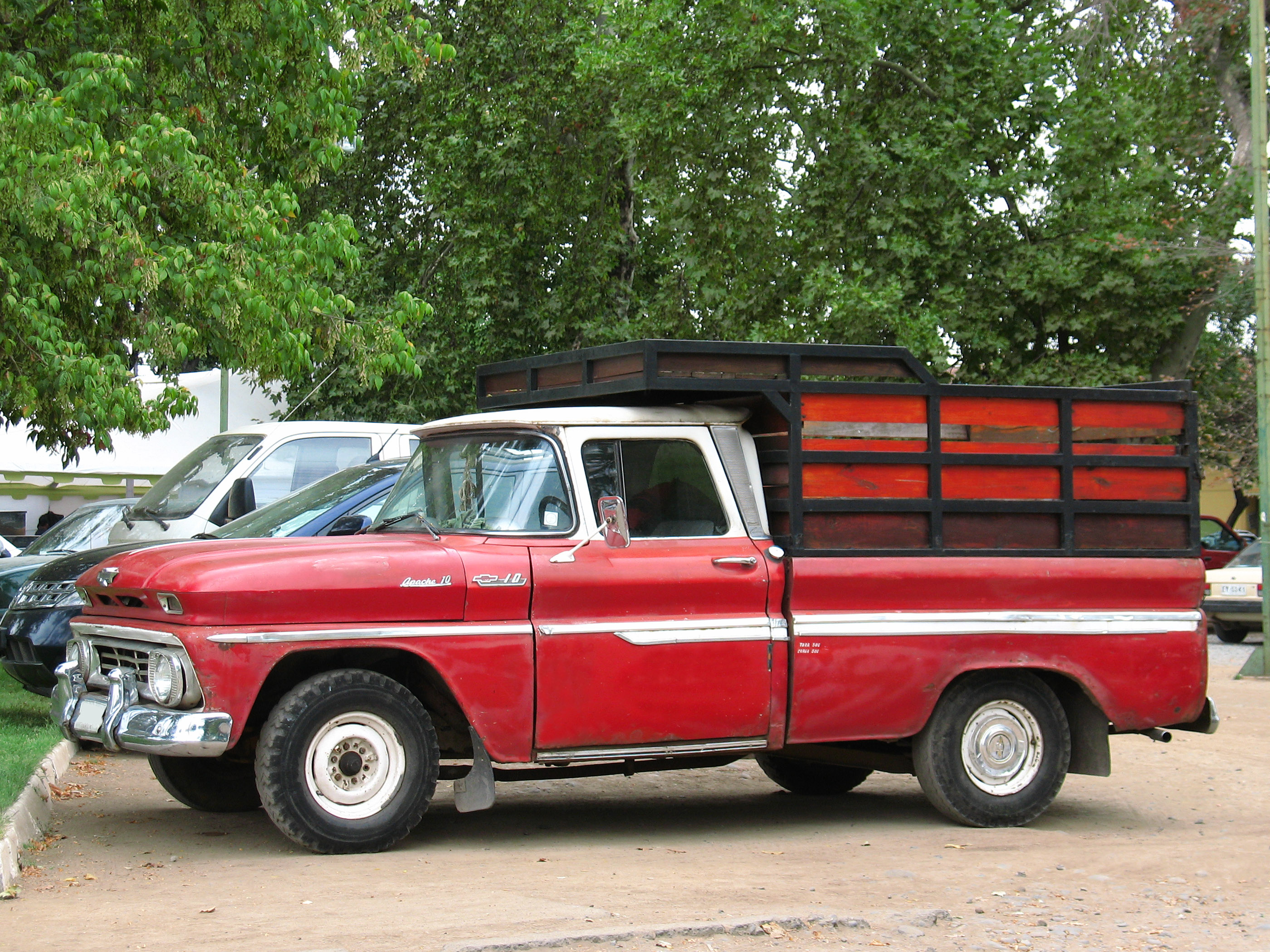
Chevrolet C-10 Fleetside - 1962
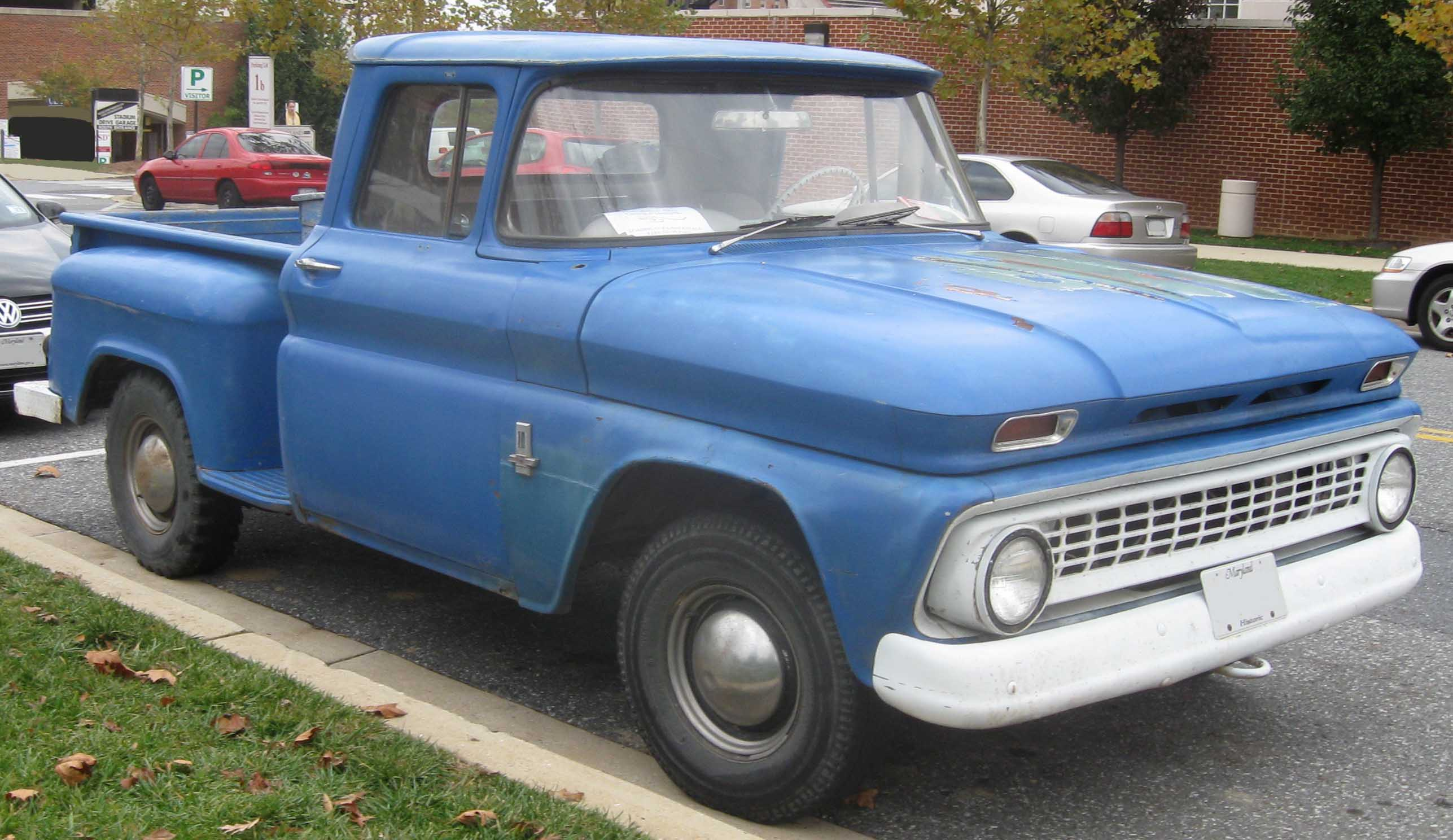
Chevrolet C-10 Stepside - 1963
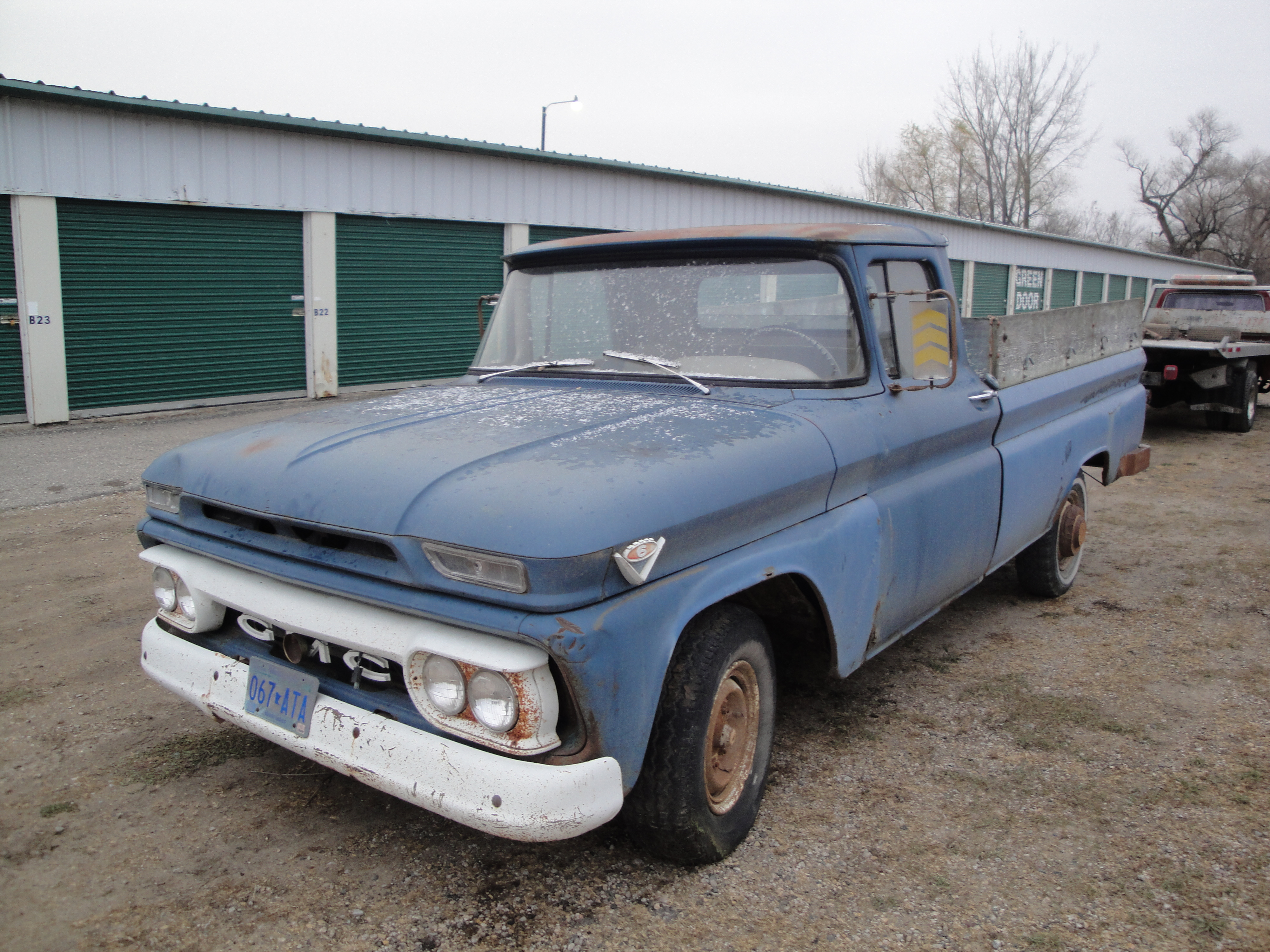
Pick-up GMC Wide-Side - 1962-63
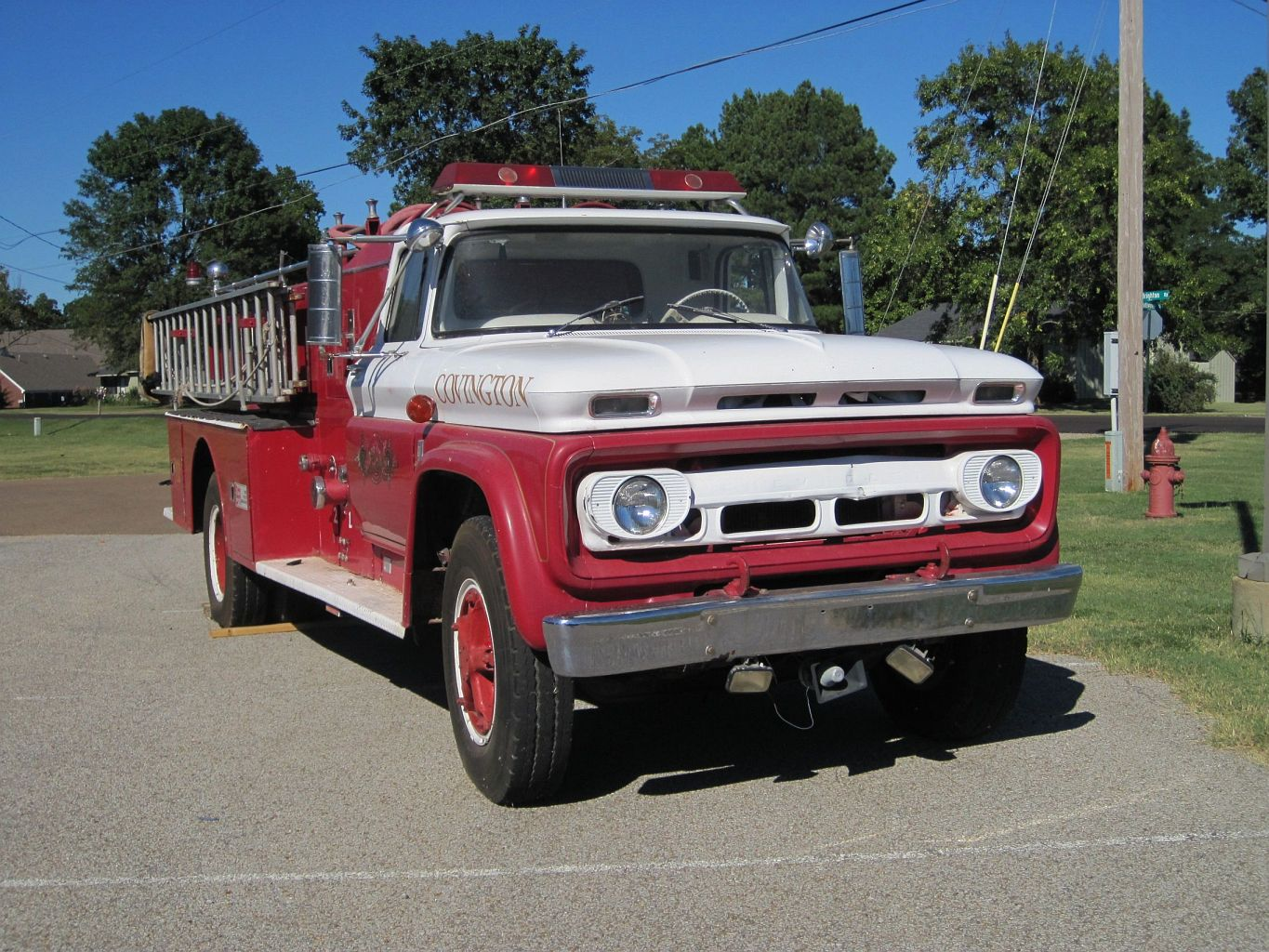
Camion de moyen tonnage Chevrolet - 1962-63
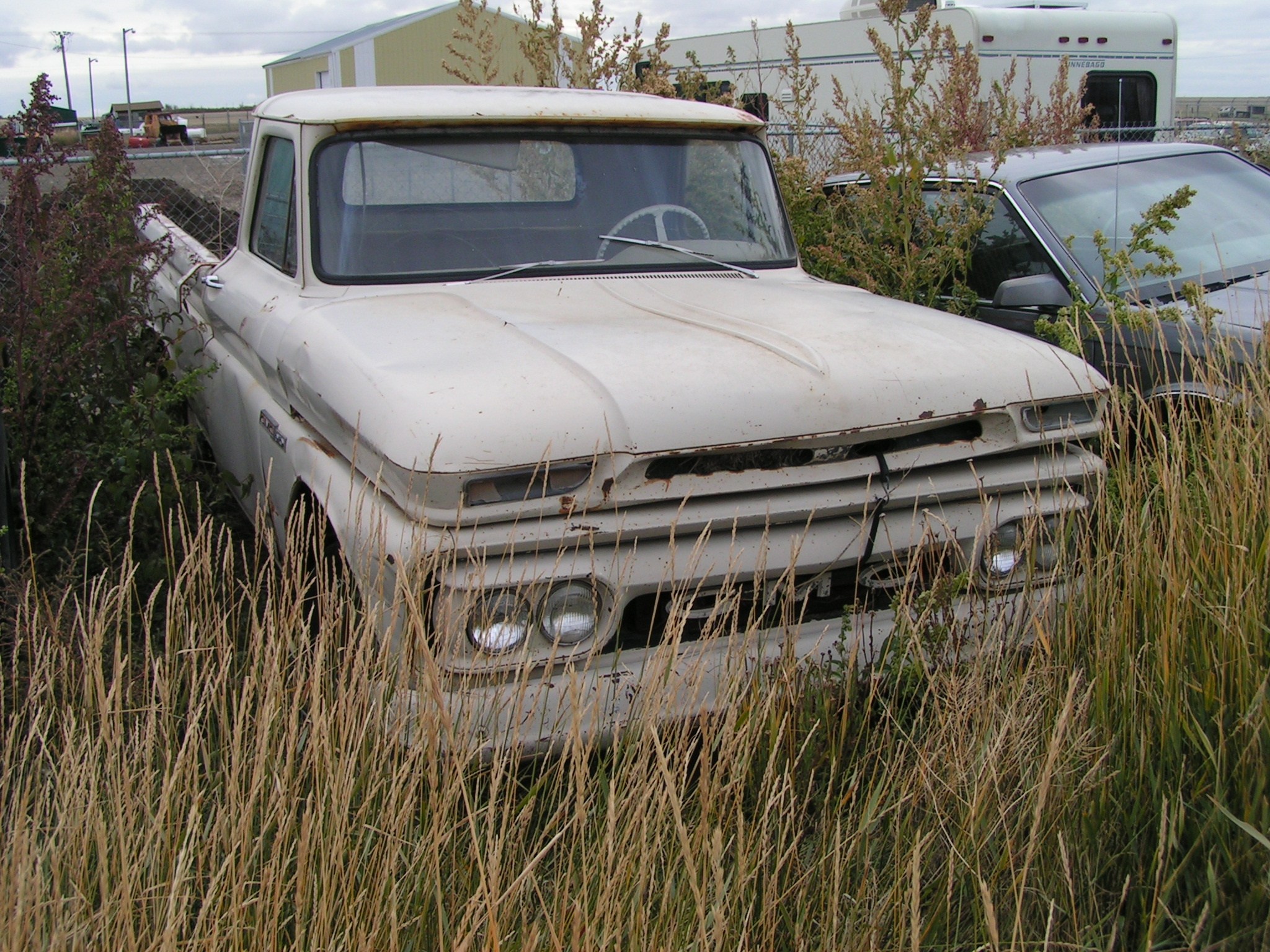
GMC C/K (1964-66)

## Deuxième génération (1967-1972)

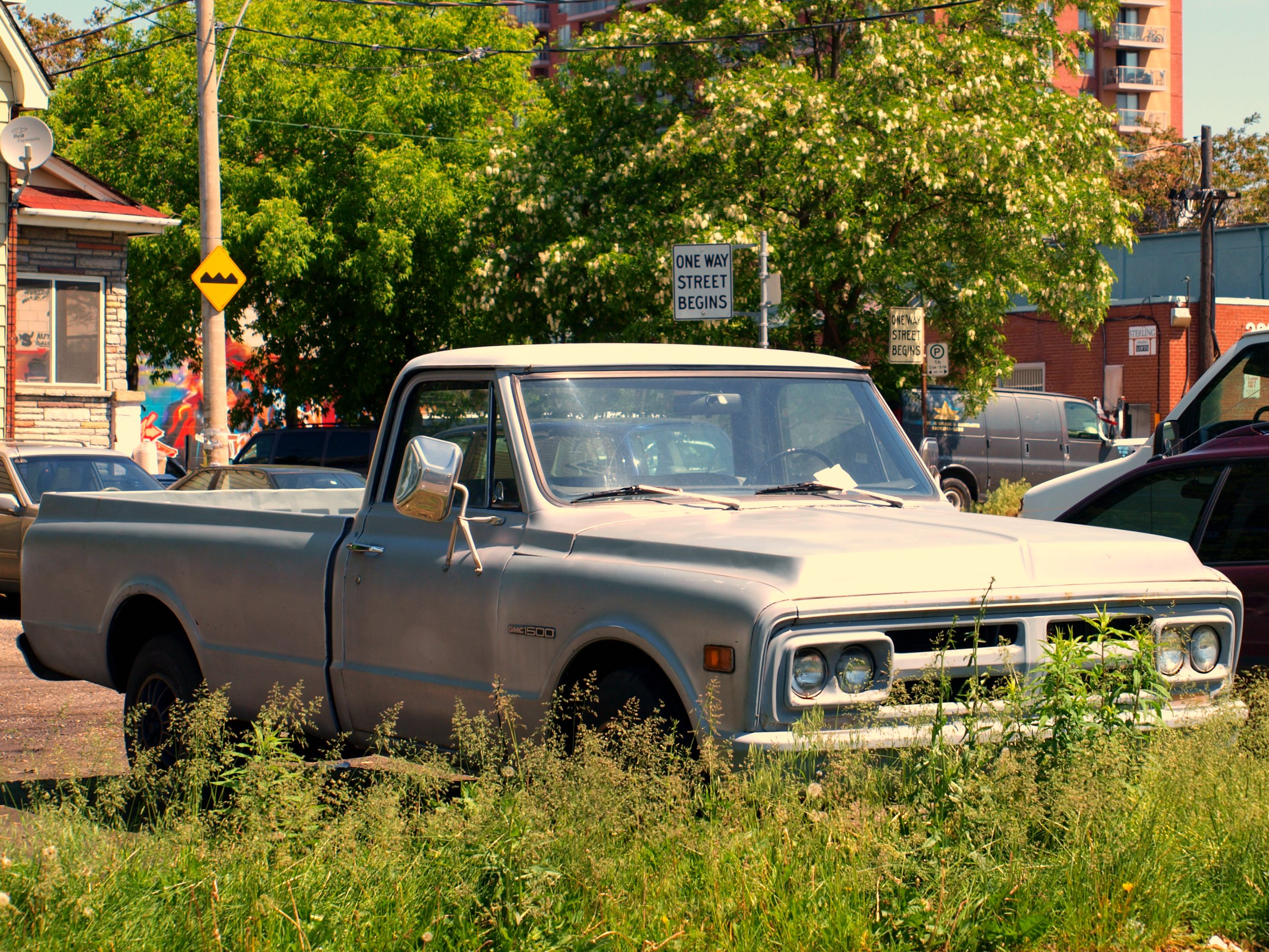
GMC C/K 2e génération

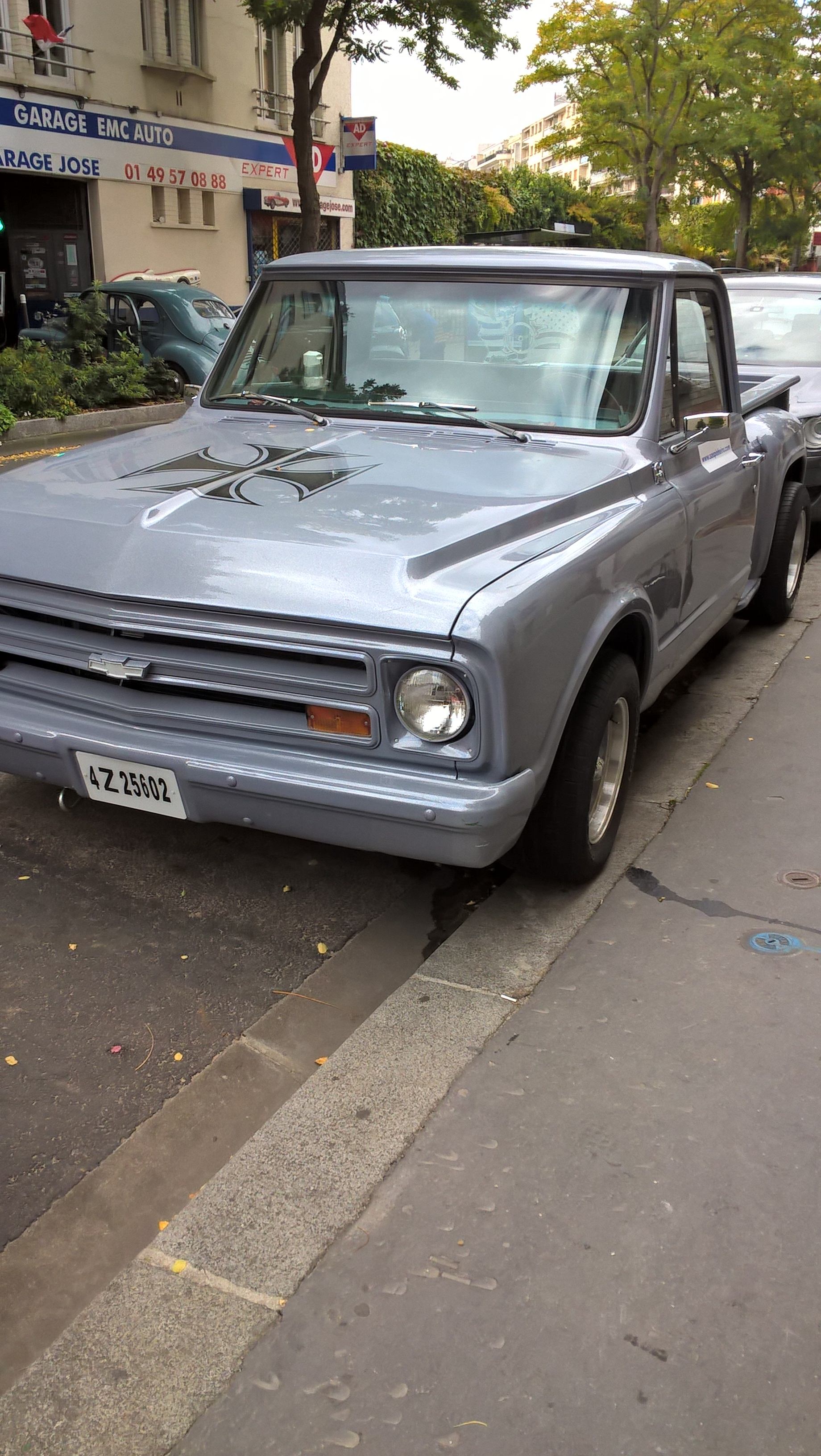
Chevrolet C-Series Stepside pickup, modèle 1967; colori gris métallisé.

Un nouveau look plus moderne est venu pour 1967, avec un nouveau surnom: "Action Line". C'est avec cette révision du pick-up C/K que General Motors a commencé à ajouter des articles de confort et de commodité à une gamme de véhicules qui était auparavant uniquement destinée au travail. La majorité des pick-ups Chevrolet de la série 10 et de la série 20 de 1966 à 1972 étaient équipés d'une suspension arrière à bras oscillant et à ressorts hélicoïdaux, ce qui a grandement amélioré la conduite par rapport aux ressorts à lames traditionnels. Cependant, la suspension arrière à ressort à lames était toujours disponible sur ces pick-ups et de série sur les pick-ups de la série 30. Les pick-ups de marque GMC sont livrés en standard avec des ressorts à lames à l'arrière, avec la conception du ressort hélicoïdal/du bras oscillant en option. Tous les pick-ups à 2 roues motrices étaient équipés d'une suspension avant indépendante, tandis que les 4x4 utilisaient un essieu solide conventionnel avec ressorts à lames. 1967 était la seule année modèle pour la "petite lunette arrière" (RPO A10 offrait une grande lunette arrière en option d'usine). La transmission standard était une transmission manuelle à trois rapports et l'un des deux moteurs : le six cylindres en ligne 250 ou le V8 283. Les transmissions en option comprenaient une unité de surmultiplication à trois rapports (C-10 uniquement) et plusieurs boîtes manuelles à quatre rapports différentes, la boîte automatique Powerglide à deux rapports ou la boîte automatique Turbo-Hydramatic 350 et 400 à trois rapports. Le six cylindres 292 et le V8 327 étaient des moteurs en option. Les pick-ups de la série 10 étaient livrés avec un motif de boulon de 6 × 5,5 pouces, les pick-ups de 3/4 de tonne et de 1 tonne étaient livrés avec un motif de boulon de 8 × 6,5 pouces.
Le changement le plus visible pour différencier un modèle de 1968 de celui de 1967 été l'ajout de réflecteurs latéraux sur toutes les ailes. De plus, la petite lunette arrière de la cabine n'était plus disponible (les pick-ups moyens C40 et C60 conservaient la petite fenêtre). La calandre GMC a été révisée, les lettres "GMC" n'étant plus gravées dans la barre transversale horizontale. Un autre ajout a été les finitions intérieures Custom Comfort et Convenience qui se situait entre les finitions de cabine Standard et CST. En 1968, Chevrolet célébré leurs 50 ans de fabrication de camions/pick-ups, et pour commémorer, ils ont publié une finition 50th Anniversary comprenant un schéma de peinture blanc-or-blanc exclusif. Toujours en 1968, les V8 307 et 396 ont été ajoutés ainsi que le modèle Longhorn sur les pick-ups de 3/4 de tonne. Doté d'un empattement de 3 378 mm, le Longhorn ajouté un supplément de 152 mm à la benne. Les Longhorn n'étaient qu'à deux roues motrices; aucun Longhorn 4x4 n'était construit d'usine.
Le moteur V8 327 (220-240 ch brut en 67-8) a été abandonné en 1969 au profit de la variante 350 évaluée à 255 ch brut (200 ch net ou 195 ch net avec équipement de smog "A.I.R."). Parallèlement aux nouveaux moteurs, une nouvelle calandre a été conçue pour les pick-ups Chevrolet et un capot plus vertical pour les pick-ups Chevrolet et GMC. Une variante utilitaire, connue sous le nom de K5 Blazer, a également été introduite avec un empattement plus court de 2 642 mm. La version GMC, connue sous le nom de Jimmy, a été introduite la même année. Certaines modifications internes de la cabine ont également été apportées, notamment le passage du frein de stationnement à commande manuelle à une pédale pour les pieds, et un volant à deux branches d'aspect plus moderne avec bouton de klaxon en plastique qui a remplacé le volant à trois branches de l'année précédente avec le bouton de klaxon chromé. Autre nouveauté cette année: des moulures latérales supérieure et inférieure, qui ajouté une autre option de peinture bicolore. Celles-ci étaient de série sur les pick-ups CST et en option dans tout autre niveau de finition. Les finitions d'options Sierra et Sierra Grande ont également été ajoutés pour les GMC; ils devaient devenir des niveaux de finition discrets en 1972.
Le seul changement notable pour 1970 été une mise à jour mineure de la calandre Chevrolet. À première vue, les calandres de 1969 et 1970 se ressemblent beaucoup. Cependant, les inserts en plastique des années 1970 ont en fait des reflets qui divisent l'apparence en six sections distinctes. Le moteur 396, bien que toujours vendu comme tel, a été agrandi à 6,6 L à partir de 1970.
De nombreux changements se sont produits en 1971. Il y a d'abord eu une autre nouvelle conception de calandre (la «caisse à œufs») pour les pick-ups Chevrolet et de la peinture noire sur certaines parties de la calandre GMC. Deuxièmement, une finition supplémentaire a été introduite : le Cheyenne. Sur les modèles GMC, cela équivalait à la finition Sierra. Ces finitions se composaient principalement de caractéristiques de confort - intérieurs plus agréables, plus de rembourrage et d'isolation, de tapis, de garnitures chromées, de moulures latérales supérieures et inférieures et de garnitures de hayon. 1971 a été la première année avec installation d'usine des radios AM/FM. Enfin, les freins avant de tous les pick-ups légers sont passés des freins à tambour aux freins à disque, ce qui réduit considérablement l'usure des freins en cas d'utilisation intensive. Des vis de réglage ont été ajoutées à l'intérieur de la porte, au-dessus du panneau de porte et près de la fenêtre de ventilation. La vis fournissait un moyen d'ajuster l'écart dans le rail de fenêtre. Cette modification a été effectuée en raison du relâchement de la piste de la fenêtre au fil du temps. Alors que les pick-ups C/K d'une demi-tonne utilisé un modèle de boulon à six ergots (6 x 5,5 ") pour les roues, les modèles à deux roues motrices sont passés à un modèle à cinq ergots (cercle de boulon de 5 x 5 pouces) comme sur les voitures de tourisme Buick, Oldsmobile, Pontiac et Cadillac. Le 4x4 de 1/2 tonne a conservé le modèle de boulon à 6 ergots. Ce modèle de boulons resterait la norme jusqu'à la fin de la série C/K (avec les camionnettes Chevrolet/GMC). Les pick-ups des séries 20 et 30 avaient le motif 8 x 6,5". De plus, Chevrolet a changé la désignation de l'emblème V8 396 V8 V8 400.
Les modèles de 1972 étaient très similaires aux modèles de 1971, le seul changement étant que le rétroviseur était collé au pare-brise plutôt que boulonné sur le dessus de la cabine, et les panneaux de porte plats recouverts de métal ou de vinyle n'étaient plus disponibles; tous les panneaux de porte, peu importe le niveau de finition, étaient en plastique moulé avec accoudoirs intégrés, avec inserts en grain de bois sur les niveaux de finition Cheyenne et Sierra. Pour la restauration, il convient également de noter que les manivelles de porte et de fenêtre étaient légèrement plus longues en raison des panneaux de porte en plastique moulé, et les fenêtres de ventilation étaient maintenant fixées avec une seule vis à l'intérieur de la porte, ce qui la différencie du modèle année 1971. Les niveaux de finition ont été réorganisés sur les GMC, le Custom étant désormais le niveau le plus bas (le Deluxe étant abandonné) et les Sierra et Sierra Grande devenant des niveaux de finition distincts en haut de la gamme plutôt que des finitions d'options comme auparavant.

### Moteurs
| Année                  | 1967                | 1968                          | 1969                          | 1970                          | 1971                          | 1972                          |
| ---------------------- | ------------------- | ----------------------------- | ----------------------------- | ----------------------------- | ----------------------------- | ----------------------------- |
| Six cylindres en ligne | 4 097 cm3 4 785 cm3 | 4 097 cm3 4 785 cm3           | 4 097 cm3 4 785 cm3           | 4 097 cm3 4 785 cm3           | 4 097 cm3 4 785 cm3           | 4 097 cm3 4 785 cm3           |
| V6 (GMC)               | 4 998 cm3 5 752 cm3 | 4 998 cm3 5 752 cm3           | 4 998 cm3 5 752 cm3           |                               |                               |                               |
| V8                     | 4 638 cm3 5 359 cm3 | 5 031 cm3 5 359 cm3 6 489 cm3 | 5 031 cm3 5 735 cm3 6 489 cm3 | 5 031 cm3 5 735 cm3 6 489 cm3 | 5 031 cm3 5 735 cm3 6 588 cm3 | 5 031 cm3 5 735 cm3 6 588 cm3 |

### Niveaux de finition (Chevrolet)
| Années       | Base     | Milieu de gamme | Haut de gamme | Luxe                     |
| ------------ | -------- | --------------- | ------------- | ------------------------ |
| 1967–70,     | Standard | Custom          | --            | CST (Custom Sport Truck) |
| 1971         | Custom   | Custom Deluxe   | --            | Cheyenne                 |
| late 1971–72 | Custom   | Custom Deluxe   | Cheyenne      | Cheyenne Super           |

Un 10, 20 ou 30 sur l'emblème indique des pick-ups de 1⁄2 tonne, de 3⁄4 de tonne ou de 1 tonne. Il existe également des pick-ups de poids moyen et lourd de la série 40 à 80:
- Poids moyen
  - C40 de 1/2 tonne
  - C50 "léger" de 2 tonnes
  - C60 de 2 tonnes
- Poids lourd
  - C70 "léger" de 2/2 tonnes
  - C80 de 2/2 tonnes[16]

Ces modèles partagent la cabine des modèles légers, mais sont posés sur un châssis plus haut et ont une extrémité avant plus haute d'un design différent, avec un capot à clapet.

### Niveaux de finition (GMC)
| Années  | Base   | Milieu de gamme | Haut de gamme | Luxe          |
| ------- | ------ | --------------- | ------------- | ------------- |
| 1967–71 | Deluxe | Custom          | --            | Super Custom  |
| 1972    | Custom | Super Custom    | Sierra        | Sierra Grande |

Les désignations 1 500, 2 500 et 3 500 été utilisées pour indiquer les pick-ups de 1⁄2 tonne, de 3⁄4 de tonne et de 1 tonne. Les noms Sierra et Sierra Grande étaient utilisés sur les finitions d'options depuis l'année modèle 1969.
Dans les deux séries, la finition "Highlander" comprenait des inserts en tissu pied-de-poule de couleur coordonnée et des couleurs et une isolation supplémentaires.

## Troisième génération (1973-1987)
Une toute nouvelle refonte des pick-ups des séries C/K des divisions de General Motors, Chevrolet et GMC, ont fait leurs débuts au milieu de 1972 pour l'année modèle 1973. Le développement des nouveaux pick-ups de troisième génération a commencé en 1968 avec des composants de véhicule soumis à des tests simulés sur des ordinateurs avant même que les premiers prototypes de pick-ups aient été construits pour des tests dans le monde réel. La refonte était révolutionnaire en apparence à l'époque, en particulier la cabine, s'écartant des conceptions de pick-ups américains typiques de l'époque. En plus d'être de proche jumeaux, les pick-ups Chevrolet et GMC ne ressemblaient à aucun d'autre sur la route. Les pick-ups de la troisième génération sont connus sous le nom de "carrosserie carrée" ou " carrosserie fermée",,,. Le surnom officiel de GM, "Rounded-Line", mettait en évidence les indices de style arrondis du pick-up qui ont été incorporés dans la conception. Cela incluait les coins arrondis du pare-brise, les coins arrondis du toit de la cabine, les portes à coins arrondis qui coupent haut dans le toit de la cabine, éliminant la hauteur du toit, les ailes avant inclinées et les coins arrondis de la boîte de collecte qui permettaient des feux arrière enveloppants arrondis, une première pour les pick-ups GM. La conception comportait également de fortes épaules incurvées distinctives qui s'arrondissaient sous la ceinture de caisse. L'épaule incurvée continué à travers le hayon arrière sur les modèles Chevrolet Fleetside et GMC Wideside. Cependant, la faible pente du capot et l'extrémité avant rectangulaire du pick-up ont donné naissance au surnom de "carrosserie carrée/fermée", qui s'est propagé dans les magazines de pick-ups et par le bouche-à-oreille.
Les ingénieurs de conception de GM ont façonné l'extérieur du "Rounded-Line" dans un effort pour aider à améliorer l'aérodynamique et l'efficacité énergétique, en utilisant la technologie de soufflerie pour les aider à sculpter la carrosserie. Les autres caractéristiques de conception incluent une carrosserie sculptée élégante, une cabine aérodynamique avec une inclinaison raide du pare-brise et une antenne radio unique cachée et intégrée dans le verre du pare-brise,,.
Il y avait deux types de bennes de ramassage à choisir. Le premier type, appelé Fleetside par Chevrolet et Wideside par GMC, était un pick-up à grande largeur et comportait une épaule évasée pour compléter la cabine en plus des coins arrondis et les nouveaux feux arrière enveloppants arrondis susmentionnés. Des planchers en acier et en bois étaient disponibles. Le deuxième type, appelé Stepside par Chevrolet et Fenderside par GMC, était un pick-up à largeur étroite comprenant des marches et des ailes exposées avec des feux arrière autonomes. Initialement, seuls les planchers en bois étaient disponibles.
La longueur de l'empattement a été étendue à 2 985 mm pour les pick-ups à empattement court et à 3 340 mm pour les pick-ups à empattement long. Une nouvelle option de double roue arrière appelée "Big Dooley" a été introduite sur les pick-ups d'une tonne, ainsi qu'une nouvelle option de cabine quatre portes sur l'empattement de 4 178 mm. Une option de camping-car Elimipitch été mis à disposition pour le Big Dooley. Les cabines quatre portes étaient disponibles sur les modèles C30 pick-up et châssis-cabine, et les modèles K20 châssis-cabine en deux versions: un "3 + 3" pouvant accueillir jusqu'à six occupants et une "cabine bonus" qui supprimait le siège arrière et ajoutait un rangement verrouillable à la place à l'arrière. Le réservoir de carburant a été déplacé de la cabine vers l'extérieur du châssis, et une option de double réservoir était disponible, ce qui porté la capacité de carburant à 40 gallons US. 1980 est la première année ou l'on pouvait acheter un lecteur de cassettes et une radio CB.
La génération Rounded-Line a finalement fonctionné pendant 15 longues années modèle (1973-1987) à l'exception des versions Crew Cab (C/K-30 à quatre portes), Blazer, Jimmy et Suburban, qui se sont poursuivies jusqu'à l'année modèle 1991. GM termine cette génération en 1987 car 1987 était la dernière année modèle pour les cabines conventionnelles (cabine à deux portes).

### Intérieur et sécurité
Les pick-ups de troisième génération étaient offertes dans plusieurs finitions d'équipement ou finitions de garnitures. Chevrolet/GMC a utilisé divers noms pour les niveaux de finition tout au long du cycle de vie du véhicule et certains ont été réorganisés dans leur ordre de classe. Pour les années modèles 1973 et 1974, le niveau de finition de base (standard) était Custom/Custom, les versions de milieu de gamme étaient Custom Deluxe/Super Custom, les versions de luxe étaient Cheyenne/Sierra et les niveaux de finition de luxe haut de gamme étaient Cheyenne Super/Sierra Grande.
Pour l'année modèle 1975, les niveaux de finition ont été révisés et les finitions de base étaient désormais Custom Deluxe/Sierra, les versions de milieu de gamme étaient Scottsdale/Sierra Grande, les versions de luxe étaient Cheyenne/High Sierra et les niveaux de finition de luxe haut de gamme étaient maintenant connus sous le nom de Silverado/Sierra Classic. Ils sont restés dans cette configuration jusqu'à l'année modèle 1987. Pour l'année modèle 1982, les niveaux de finition de luxe ont été abandonnés, laissant les niveaux de finition de base, de milieu de gamme et haut de gamme.
Des matériaux doux au toucher étaient utilisés dans toute la cabine, tels que le tableau de bord, les portes (accoudoirs), le volant et les leviers de commande. Des panneaux intérieurs à grain subtil et des matériaux en métal brillant ont été utilisés à l'intérieur avec les matériaux de haute qualité également utilisés à l'extérieur, comme le chrome, l'aluminium et l'acier inoxydable poli, en particulier sur les niveaux de finition haut de gamme Silverado ou Sierra Classic. Du vinyle Custom Vinyl ou du tissu doux Custom Cloth et des surfaces d'assise en velours ont été utilisés avec des garnitures de toit et des inserts de porte en tissu et une moquette moelleuse, selon le niveau de finition. Les niveaux de finition de classe supérieure utilisé également des matériaux amortissants et acoustiques pour un confort de conduite plus silencieux. Des années modèles 1973 à 1977, des inserts en grain de bois de châtaignier été utilisées sur le tableau de bord et les portes pour une amélioration visuelle supplémentaire. Les inserts en grain de bois ont été remplacés par des inserts en aluminium brillant brossé pour les années modèles 1978 à 1987. Un système audio Delco AM/FM et un système de climatisation toutes saisons qui chauffait, refroidissait, nettoyait et déshumidifiait étaient des extras en option.
Lors de son lancement en 1972, la série C/K à carrosserie carrée a introduit deux premières avancées en matière de sécurité concernant les pick-ups full-size, et a ensuite dirigé une troisième amélioration de sécurité en 1975. La première était le rétroviseur latéral côté passager en standard, et la seconde était la colonne de direction pliante absorbant l'énergie. Breveté par GM et déjà utilisé dans ses voitures depuis 1967, la nouvelle colonne de direction à absorption d'énergie était de série sur tous les modèles C-Series et K-Series,,.
Le troisième progrès en matière de sécurité été l'introduction en 1975 de deux ceintures de sécurité sous-abdominales et épaulières avant avec rétracteurs à verrouillage d'urgence pour les occupants intérieurs pour l'année modèle 1976. Ceux-ci ont remplacé les ceintures ventrales obsolètes et inadéquates utilisées auparavant. Une ceinture de sécurité sous-abdominale avec réglage du jeu été fournie pour l'occupant central. Ford et Dodge suivraient un an plus tard en ajoutant des ceintures de sécurité sous-abdominales et épaulières à leurs pick-ups,.
Les autres caractéristiques de sécurité comprenaient des panneaux intérieurs doux pour l'apparence et rembourrés pour la sécurité, un verre de sécurité trempé et feuilleté de 2,15 m2, rétroviseur prismatique, six clignotants avec flash asymétrique, fonction de feux de détresse aux quatre côtés et fonction contre la sortie de voie,,,.

### Châssis et groupe motopropulseur
Les pick-ups de la troisième génération à carrosserie carrée de la série C/K ont acquis un tout nouveau cadre en acier et carbone à haute résistance à la traction avec une conception de «centre de chute»,,. Les commandes de direction comprenaient un appareil à gouverner à recirculation de billes à rapport variable avec assistance hydraulique en option. Les commandes de freinage comprenaient des freins à disque à réglage automatique avant avec des freins à tambour à ailettes arrière et une assistance hydraulique Hydra-Boost ou Vacuum-Boost en option aux quatre roues. Les choix de moteurs se composaient initialement de moteurs à six ou huit cylindres avec des transmissions manuelles ou Turbo Hydra-Matic.
Les pick-ups C-Series comprenaient deux roues motrices et comportaient l'Independent Front Suspension (IFS) avec des bras de commande inférieurs "A" profilés et des ressorts hélicoïdaux. Le nouveau système de suspension arrière Load Control de GM a élu domicile à l'arrière. Le système de suspension arrière Load Control se composait d'un essieu arrière dynamique avec des ressorts à lames multiples à plusieurs vitesses à taux variable et une géométrie d'amortisseur asymétrique (décalée), pour aider à trier tout "saut de roue" sous des charges lourdes ou une accélération difficile.
Les pick-ups K-Series comprenaient une transmission intégrale conventionnelle, permanente ou à changement de vitesse. Ce dernier système a été introduit pour 1981. Quel que soit le type de système à quatre roues motrices équipé, tous les pick-ups K-Series étaient dotés de ressorts à lames multiples à quatre angles à taux variable, d'un essieu avant dynamique avec une géométrie d'amortisseur symétrique (en ligne) et du système de suspension arrière Load Control. Les pick-ups K-Series présentaient également une conception orientée hors route, avec la boîte de transfert boulonnée directement sur la transmission et le train roulant replié le plus haut possible sous le véhicule pour réduire les risques d'accrochage des composants vitaux sur les obstacles, ainsi que pour atteindre une silhouette basse et une garde au sol optimale. Les conduites de frein exposées et enveloppées d'acier étaient standard, avec une armure de plaque de protection sous le châssis en option pour une protection supplémentaire.
Les pick-ups à quatre roues motrices conventionnelles comprenaient des moyeux à verrouillage manuel et une boîte de transfert à deux vitesses New Process 205 avec quatre modes de conduite: Two High, Four High, Neutral et Four Low. Two High donné un partage de couple verrouillé de 0: 100, tandis que Four High donné un partage de couple verrouillé de 50:50. Four Low engrenages de réduction appliqués. Les arbres avant et arrière étaient bloqués en tout temps en Four High et Four Low. Neutral autorisé le remorquage à plat ou l'utilisation du Power Take Off (PTO).
Les pick-ups à quatre roues motrices à temps plein comprenaient une boîte de transfert New Process 203 à deux vitesses avec différentiel central et verrouillage. Cinq positions été fournis: High Loc, High, Neutral, Low et Low Loc. En position High, le différentiel central été déverrouillé et permettait aux arbres d'hélice avant et arrière de glisser au besoin pour un fonctionnement à plein temps. Le système pouvait être déplacé manuellement en High Loc, ce qui bloquait le différentiel central pour un partage de couple verrouillé de 50:50. Réducteurs appliqués Low et Low Loc avec ou sans verrouillage, selon le mode sélectionné. Neutral était également disponible pour l'utilisation du PTO.
Un nouveau Automatic Differential Lock (ADL) Eaton a été introduit en 1973 en option sur les pick-ups Rounded-Line de la série C/K, pour le différentiel hypoïde arrière. Le nouveau différentiel à verrouillage automatique été proposé sous le code G86, remplaçant le différentiel Eaton NoSpin, et remplaçant finalement l'ancien différentiel à glissement limité Positraction en 1974, date à laquelle il a pris le code G80. L'ADL Eaton comportait un contrôle différentiel intelligent via un régulateur interne qui surveillait la vitesse du véhicule et le patinage des roues pour savoir quand se verrouiller automatiquement et pouvait se bloquer à 100% à 32 km/h ou moins, augmentant l'effort de traction. Le verrouillage du différentiel se déverrouillait et se désactivait à des vitesses supérieures à 32 km/h pour des raisons de sécurité, telles que le véhicule sur une chaussée sèche.
Les cotes de capacité de remorquage et de charge utile des pick-ups Rounded-Line de la série C/K variaient, selon leur configuration. Des facteurs tels que la combinaison moteur/transmission, le rapport de démultiplication du différentiel, le poids à vide et le fait que le pick-up soit à deux ou quatre roues motrices décidé de la quantité que le pick-up pouvait remorquer ou transporter en toute sécurité.
Un pick-up C-Series d'une demi-tonne correctement équipé pouvait remorquer jusqu'à 3,6 tonnes, tandis qu'un pick-up C-Series de trois quarts de tonnes ou d'une tonne correctement équipée pouvait remorquer jusqu'à 5,4 tonnes. L'ajout de quatre roues motrices réduisait la capacité de remorquage en raison de l'augmentation du poids à vide, résultant de composants de transmission supplémentaires (boîte de transfert, essieu avant, différentiel avant, arbre d'hélice avant, etc.) nécessaires pour faciliter la traction intégrale. Un pick-up K-Series d'une demi-tonne ou de trois quarts de tonne correctement équipé pouvait remorquer jusqu'à 3 tonnes), tandis qu'un pick-up K-Series correctement équipé pouvait remorquer 230 kg de plus, jusqu'à 3,2 tonnes.
Un équipement de remorquage robuste était disponible pour les pick-ups C-Series et K-Series, comme la finition Trailering Special avec (en plus de direction assistée incluse, batterie améliorée et générateur amélioré) connecteur électrique de remorque à 7 broches, refroidisseur d'huile moteur robuste, refroidisseur d'huile de transmission à usage intensif robuste et attelage de remorque à répartition du poids,.
Pour l'année modèle 1975, le petit V8 de 6,6 L (185 ch) a été ajouté à la gamme et il y a eu un réalignement des niveaux de finition Chevrolet, ainsi que de nouvelles calandres et des phares blanc clair au lieu des clignotants avant orange. Les modèles de base ont gagné un accent en bois sur le tableau de bord côté passager et un nouveau motif de rembourrage à carreaux (qui changerait légèrement chaque année jusqu'en 1978).
Une nouvelle jauge pour montrer la tension a remplacé l'ampèremètre en 1976, et les décalcomanies de taille du moteur ont été retirées de la calandre au cours de cette année modèle.
Pour les modèles de 1977, les vitres électriques et les serrures de portes électriques ont été introduites en option. Il y avait une autre série de nouvelles calandres, des panneaux de porte intérieurs révisés qui laissaient moins de métal exposé, le châssis à quatre roues motrices et a été ajouté à la gamme de 1 tonne, et un essieu Dana 60 a été utilisé pour l'essieu avant, ainsi qu'un manomètre d'huile électrique remplaçant l'unité mécanique.
Les pick-ups avec un niveau de finition optionnel, mais sans mise à niveau supplémentaire des roues, ont reçu des enjoliveurs en acier inoxydable plus plats, toujours avec des accents peints. Ce fut également la seule année avec des garnitures peintes en jaune au lieu de noir.
Tous les modèles de 1978 ont reçu de nouveaux panneaux de garniture de tableau de bord plus plats, noirs sur les deux finitions inférieures et un aspect aluminium sur les deux finitions les plus sophistiqués. Les modèles de base ont reçu les enjoliveurs en acier inoxydable plus plats. Le réservoir d'essence a été déplacé du côté droit vers la gauche, et les Stepside ont obtenu de nouveaux feux arrière carrés avec feux de recul et marqueurs latéraux intégrés, tandis que les ailes arrière ont été lissées là où se trouvaient les anciens marqueurs latéraux. Des trappes de carburant ont été ajoutées sur les modèles équipés d'une benne pour cacher les bouchons de carburant précédemment exposés.
Les modèles de 1979 ont reçu un nouvel encadrement de calandre intégrant les clignotants; à l'intérieur, il y avait une nouvelle finition de siège pleine "Houndstooth" sur les modèles de base et une (rare) cinquième option de couleur intérieure sur la version supérieure appelée "Oyster" par Chevrolet et "Mystic" par GMC (de la moquette et du tissu principalement blanche avec un tiret gris). Les trappes de carburant ont été ajoutées en 79 au reste de la gamme, après le changement des années précédentes sur les modèles avec benne.
Pour l'année modèle 1980, la transmission intégrale à temps plein a été abandonnée sur le K-Series, ne laissant que la transmission intégrale conventionnelle. Certains pick-ups ont gagné une nouvelle calandre, d'autres non; Les Chevrolet haut de gamme avait à la fois un nouveau contour qui incorporait des phares carrés presque affleurants et des clignotants révisés avec un nouveau modèle de calandre plus carré, tandis qu'un modèle de base GMC était entièrement reporté, les Chevrolet de base avait la nouvelle section centrale de 1979 dans le contour tandis que les GMC avec des finitions de niveau supérieur ou l'option RPO V22 avait le nouvel encadrement carré avec éclairage séparé et la calandre principale introduite en 1977. Les intérieurs bleus étaient d'une teinte plus foncée qu'auparavant.

### 1981 version reliftée de milieu de cycle
Une version cosmétique reliftée de milieu de cycle et un rafraîchissement mécanique ont été effectués pour l'année modèle 1981. En réponse à la récente crise énergétique de 1979, la refonte de 1981 comportait plusieurs techniques d'économie de carburant pour aider à rendre les pick-ups Rounded-Line C/K plus économes en carburant. Encore une fois, les ingénieurs se sont tournés vers les souffleries pour resculpter l'extrémité avant avec de la nouvelle tôle, réduisant les zones qui pourraient gêner la circulation de l'air et provoquer une traînée,. Un aspect avant plus élégant en forme d'arc a émergé, semblable à un arc de navire dont l'extrémité avant aurait été doucement repoussée du centre. De nouveaux phares halogènes à deux niveaux sont devenus disponibles avec la finition Deluxe Front Apparence. Les mises à jour mécaniques comprenaient davantage de techniques anti-corrosion, un poids réduit et un nouveau V8 305 de 5,0 L avec contrôle électronique des étincelles. Le V8 350 de 5,7 L a été proposé en Californie à la place du nouveau moteur 305 de 5,0 L avec contrôle électronique des étincelles, qui ne répondait pas aux exigences californiennes en matière d'émissions.
Un nouveau système à quatre roues motrices Shift-on-the-move avec boîte de transfert en aluminium à deux vitesses New Process 208 a été introduit sur les pick-ups K-Series pour l'année modèle 1981. Il remplaçait le système de transmission intégrale permanente des modèles antérieurs à 1980. Le système de transmission intégrale à quatre roues motrices comportait de nouveaux moyeux autobloquants automatiques et un engrenage planétaire direct à haute gamme synchronisé, de sorte que le pick-up pouvait passer de deux roues motrices à une transmission intégrale entièrement verrouillée à des vitesses allant jusqu'à 40 km/h. Une fois le passage de deux roues motrices à quatre roues motrices effectué, le véhicule pouvait être conduit à n'importe quelle vitesse en marche avant ou en marche arrière. Quatre modes de conduite étaient proposés: Two High, Four High, Neutral et Four Low. Two High donné un couple verrouillé de 0: 100, tandis que Four High donné un couple verrouillé de 50:50 via un engrenage synchronisé direct. Four Low appliqué un engrenage de réduction avec un rapport de 2,61:1, par rapport au précédent 1,96:1 du New Process 205. Les arbres d'hélices avant et arrière étaient bloqués en tout temps en Four High et Four Low. Neutral été prévu pour le désengagement des deux arbres d'hélice. Les quatre roues motrices conventionnelles étaient toujours disponibles avec des moyeux à verrouillage manuel.
Une nouvelle transmission Turbo Hydra-Matic 700R4 à quatre vitesses avec engrenage à surmultiplication est devenue disponible en 1981 pour l'année-modèle 1982. Le moteur V8 Diesel Detroit 379 de 6,2 L (151 ch) a été ajouté pour remplacer le moteur Diesel LF9 Oldsmobile qui était en option sur les modèles 2 roues motrices de 1/2 tonne depuis 1978. Les pare-chocs avant chromés étaient désormais de série sur les modèles de base.
1985 a vu le nouveau moteur LB1 262 (avec un carburateur Rochester Quadrajet au lieu de l'injection de carburant) introduit pour remplacer le moteur six cylindres en ligne 250 (le moteur 292 a continué d'être produit jusqu'à ce qu'il soit officiellement éliminé en 1990). Des embrayages hydrauliques ont été introduits. De plus, une nouvelle calandre a été utilisée. La radio la plus chère était la stéréo AM/FM avec fonction recherche/balayage et lecteur cassette à 594 $. Une variante des C-Series et K-Series a été introduite en 1985 au Brésil, remplaçant le C10 produit localement et introduit en 1964.

### R-Series et V-Series
Pour l'année modèle 1987, dernière année modèle pour les pick-ups à cabine conventionnelle, la série Rounded-Line C/K a été renommée R-Series et V-Series. Le R-Series désignée désormais les modèles deux roues motrices, tandis que le V-Series représente les modèles à transmission intégrale. Le changement de nom se trouve également dans le numéro d'identification du véhicule. Cela a été fait en préparation de la prochaine génération de pick-ups GMT400, qui été produits en même temps que l'ancienne ligne. Les nouveaux modèles de pick-ups de 1988 sont entrés en production le 8 décembre 1986 à Pontiac East, Oshawa et à la nouvelle usine de Fort Wayne. Les modèles de 1987 ont continué d'être construits à Janesville, St. Louis et Flint.
Parallèlement au changement de nom, d'autres améliorations et ajustements majeurs ont été apportés pour la dernière année modèle des pick-ups à cabine conventionnelle. L'injection électronique Throttle-Body fuel Injection (TBI) à un seul point a été introduite sur les pick-ups full-size de GM, avec de nouvelles pompes à carburant électriques et des conduites de carburant à haute pression. En outre, un Powertrain Control Module (PCM) "intelligent" a également été introduit, qui contrôlait le système d'injection de carburant, le rapport de combustion air/carburant, le calage de l'allumage du moteur et (si équipé d'une transmission automatique) l'embrayage du convertisseur de couple de la turbine de la transmission Turbo Hydra-Matic. Le V8 poussoir 350 de 5,7 L a été introduit dans les carnets de commandes pour les pick-ups R-Series et V-Series d'une demi-tonne, avec le nouveau système d'injection de carburant TBI. La puissance a été augmentée à 210 ch.
Après 1987, le nom R/V était encore utilisé pour les pick-ups Rounded-Line à cabine quatre portes d'une tonne jusqu'en 1991 (construits à Janesville), le châssis-cabine (qui a été supprimée après 1989; les cabines simples ont été abandonnées aux États-Unis/Canada où la production et l'outillage a été expédié au Mexique où il est resté en production jusqu'en 1991), et les Rounded-Line utilitaires (Chevrolet K5 Blazer et Suburban, construits à Flint) jusqu'en 1991. À partir de l'année modèle 1988 et au-delà, le nom C/K a été réutilisé pour la conception "GMT400" de la quatrième génération.

### Controverse sur les réservoirs de carburant latéraux
La troisième génération de la gamme de pick-ups full-size de GM avait une conception de réservoir de carburant qui a suscité des critiques après la fin du cycle de modèle. Le réservoir de carburant a été déplacé de la cabine vers les côtés extérieurs d'un ou des deux rails de châssis sous le plancher de la cabine s'étendant sous le bord d'attaque de la benne de ramassage, communément appelé agencement latéral.
L'écrivain et éditorialiste Walter Olson a fait les remarques suivantes : Selon un rapport de 1993, plus tard démenti sur l'émission Dateline de la NBC, cet arrangement faisait exploser les pick-ups lors d'une collision latérale. La vidéo truquée a été mise en scène par un témoin et expert embauché contre GM, Bruce Enz, de l'Institute for Safety Analysis. Enz a utilisé des dispositifs incendiaires et un bouchon de réservoir mal ajusté pour créer l'impression d'un véhicule dangereux. Indépendamment de tout risque accru d'incendie, les pick-ups de GM avaient des dossiers de sécurité pour les collisions avec impact latéral statistiquement indiscernables de leurs homologues Ford et Dodge. Les réservoirs de carburant latéraux eux-mêmes se sont avérés être de conception robuste et très résistante à l'écrasement ou au froissement par un choc latéral. Les pick-ups équipés de ces réservoirs respectaient et dépassaient les exigences de la norme fédérale no 301 concernant la sécurité des véhicules à moteur. Des études ont montré qu'il faudrait environ 4 000 collisions latérales avec un tel pick-up pour obtenir un incendie, des blessures graves ou la mort.
Il a également été constaté que le rapport de Dateline était malhonnête au sujet de la rupture des réservoirs de carburant si une collision avait lieu à une vitesse présumée de 48 km/h. La vitesse réelle s'est avérée être plus élevée, à environ 64 km/h, et après examen aux rayons X des réservoirs de carburant des pick-ups C/K utilisés dans la collision mise en scène, il a été découvert qu'ils n'ont pas rompu et été intact,.
Les chiffres de mortalité varient énormément. Une étude de la Failure Analysis Associates (maintenant Exponent, Inc.) a trouvé 155 décès dans ces pick-ups GM entre 1972 et 1989 impliquant à la fois un impact latéral et un incendie. Le Center for Auto Safety, le groupe de pression de Ralph Nader, prétendent "plus de 1 800 morts" entre 1973 et 2000 impliquant à la fois un impact latéral et un incendie.
En 1993, la mauvaise publicité générée par l'histoire de Dateline a engendré plusieurs recours collectifs. De plus, GM a été poursuivi plus de 100 fois dans des poursuites intentées par des individus qui ont été brûlés dans des pick-ups GM. Presque toutes ces affaires ont été réglées à l'amiable. En 1993, un jury géorgien a octroyé plus de 105 millions de dollars, dont 101 millions de dollars en dommages-intérêts punitifs, aux parents d'une jeune fille de 17 ans nommée Shannon Moseley qui a brûlé vif. Le verdict a ensuite été annulé par une cour d'appel et l'affaire a été réglée avant de pouvoir être jugée à nouveau.
Le 17 octobre 1994, le secrétaire américain aux Transports, Federico F. Pena, a annoncé qu'une enquête de deux ans avait révélé que les pick-ups présentaient un risque d'incendie. Les autorités fédérales ont estimé que 150 personnes sont peut-être mortes dans des accidents incendiaires évitables. Les réservoirs d'essence ont fui dans au moins deux crash tests effectués par GM à l'époque de la première vente des pick-ups en 1972. Le rapport fédéral a également déclaré que des essais de collision à 80 km/h effectués au début des années 1980 "ont clairement démontré" que les réservoirs étaient susceptibles de se perforer. Le fait que GM a prévalu devant les tribunaux lorsque le gouvernement fédéral a ordonné un rappel pour un problème de freinage présumé a peut-être influencé la décision du gouvernement de décider ou non d'ordonner un rappel. GM et d'autres constructeurs automobiles devaient se conformer à la Loi sur la sécurité routière et les véhicules à moteur, qui exige non seulement qu'ils respectent les normes mais qu'ils produisent des véhicules qui fonctionnent en toute sécurité dans des conditions réelles.
GM a également conclu un accord avec la National Highway Traffic Safety Administration (NHTSA) des États-Unis en 1994 pour un montant de 51 millions de dollars pour utiliser les programmes de sécurité. GM a également offert aux propriétaires des coupons de 1 000 $ pour l'achat d'un nouveau pick-up avec l'échange d'un ancien. Les pick-ups C-Series et K-Series de la quatrième génération de 1988-2001, conçus et produits bien avant les poursuites, avaient un nouveau réservoir de carburant unique situé dans les rails du châssis.

### Production étrangère
Sevel Argentina S.A. a construit le Chevrolet C.10 dans l'usine Fiat de Córdoba de 1985 à 1991. La version essence utilisait le moteur Chevrolet 250 (4 093 cm3) familier sur la plupart des marchés d'Amérique latine, produisant 130 ch. Parce que Sevel Argentina avait absorbé la filiale de Peugeot, le C.10 était également disponible avec un moteur Diesel XD2 Indénor de 70 ch.
Galerie

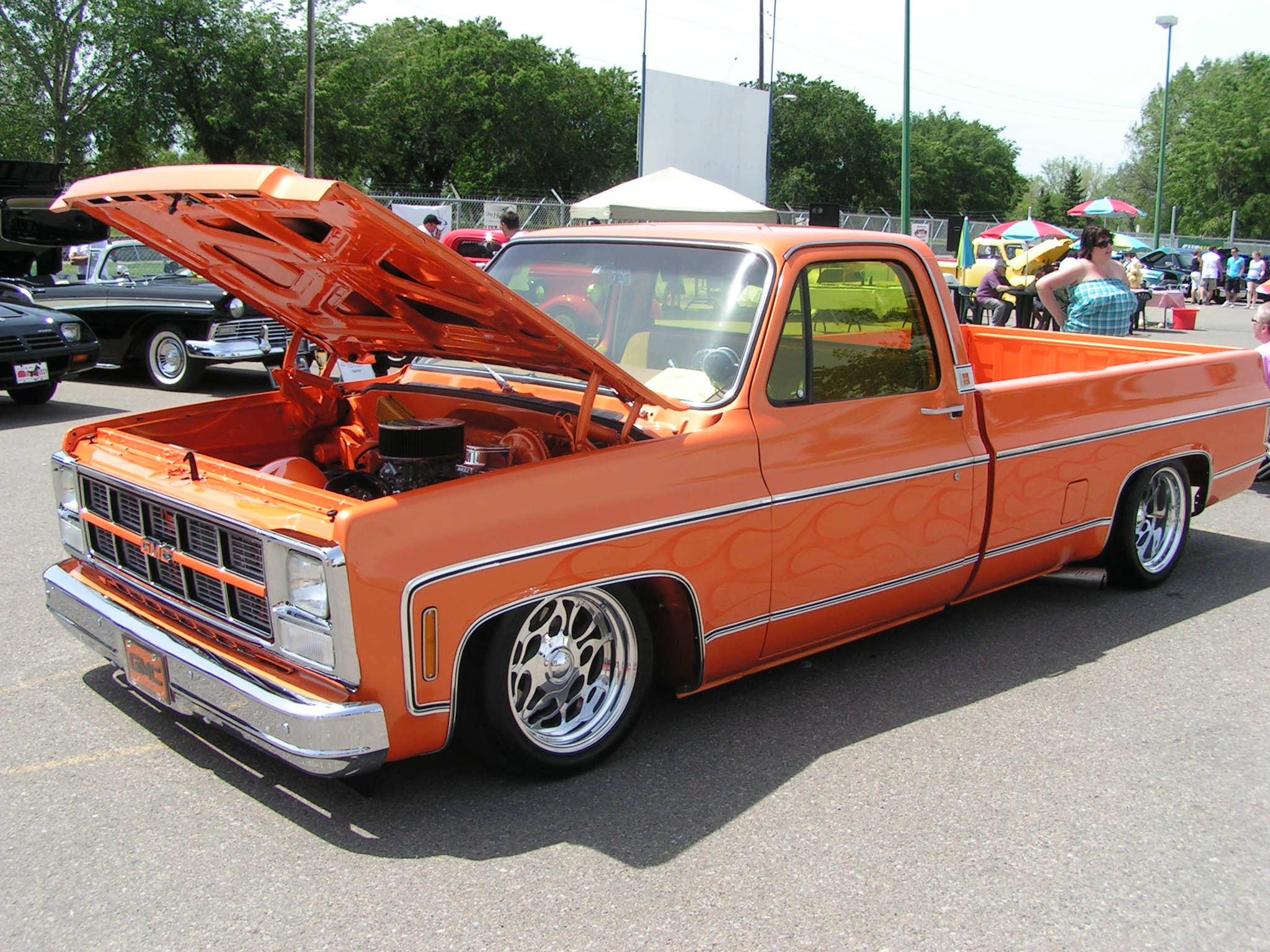
GMC C/K 3e génération
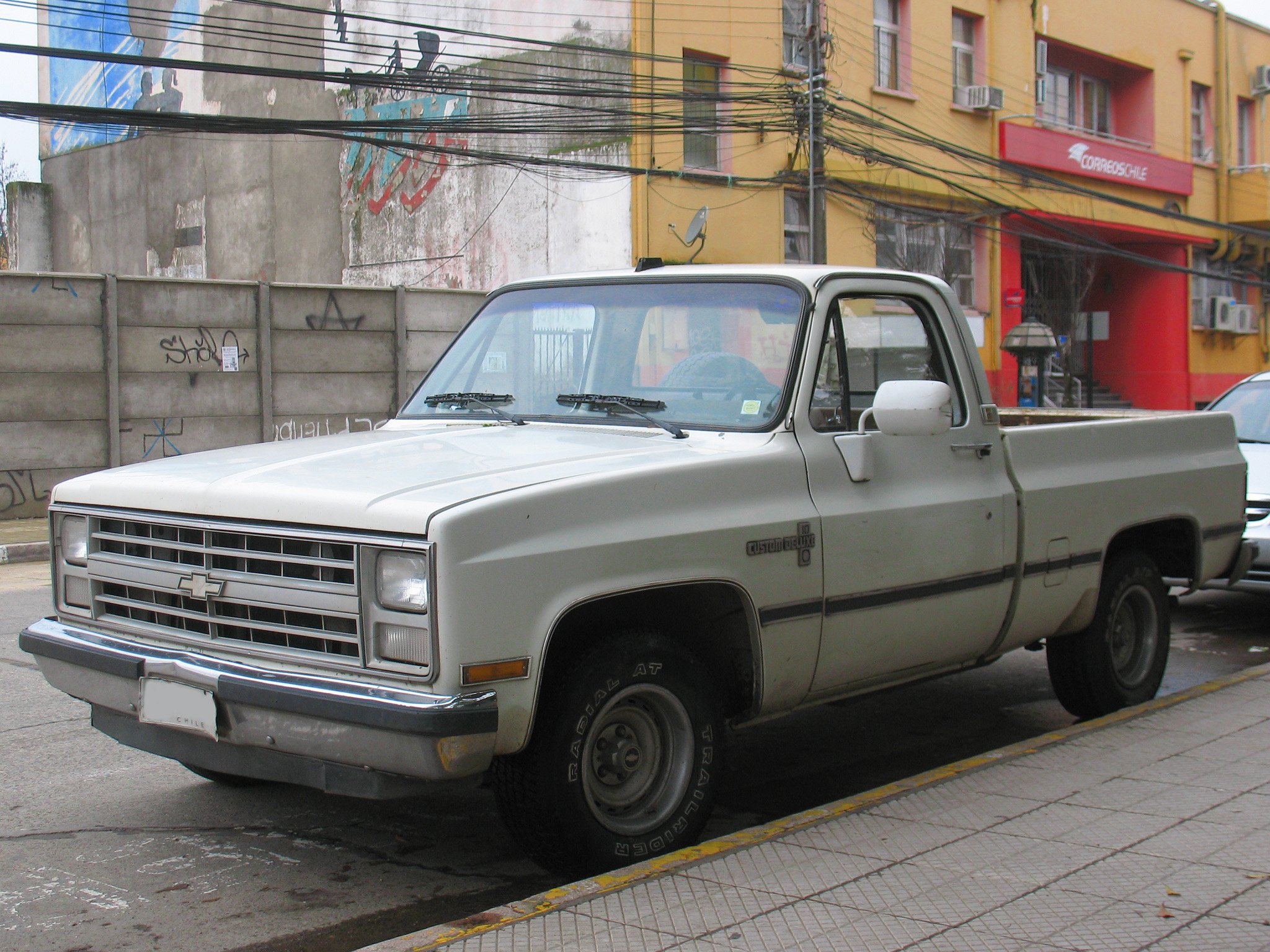
Chevrolet C/K 3e génération restylée
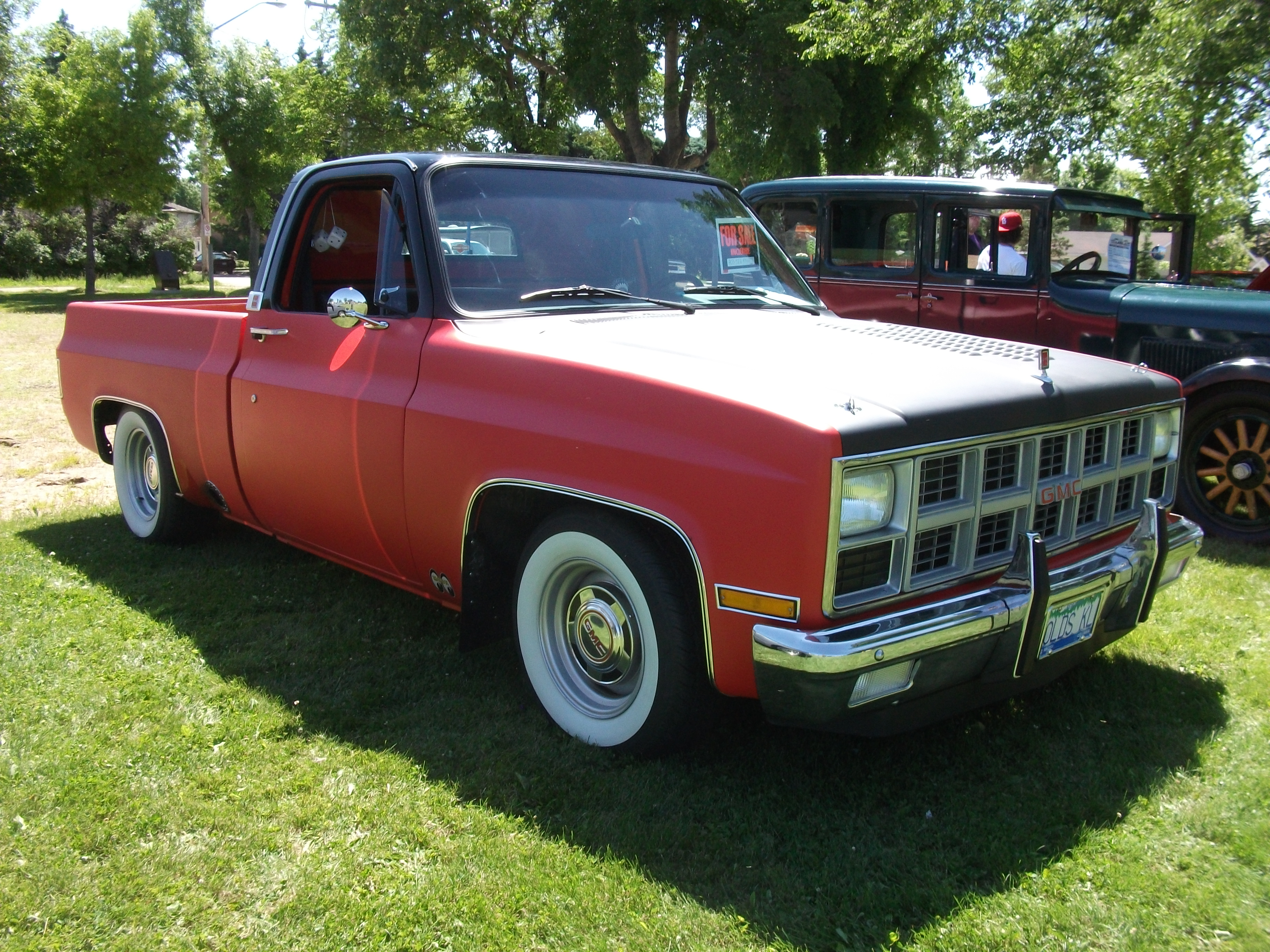
GMC C/K 3e génération restylée
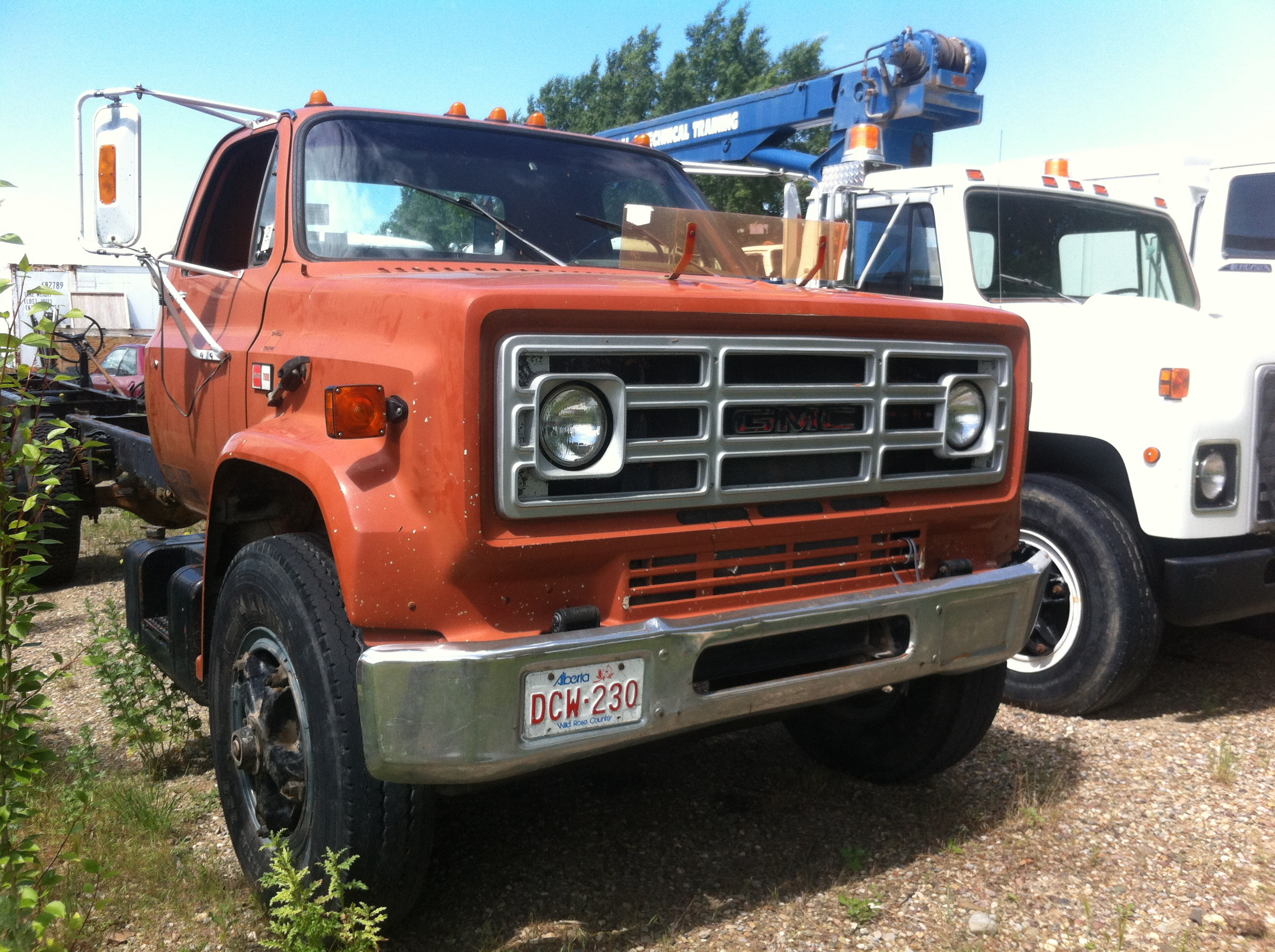
GMC C/K Medium-Duty
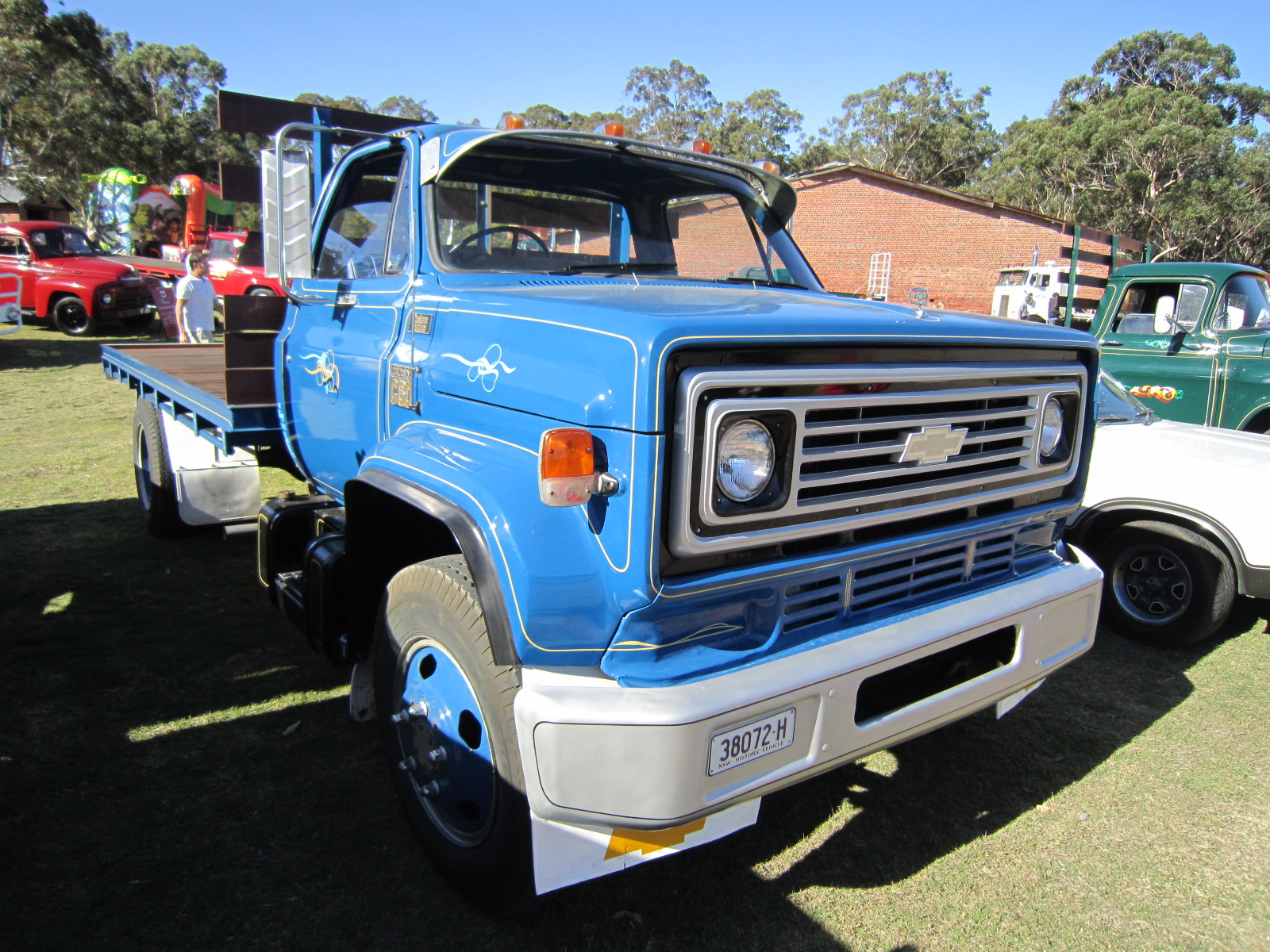
Chevrolet C/K Medium-Duty

## Quatrième génération (GMT400; 1988-2002)

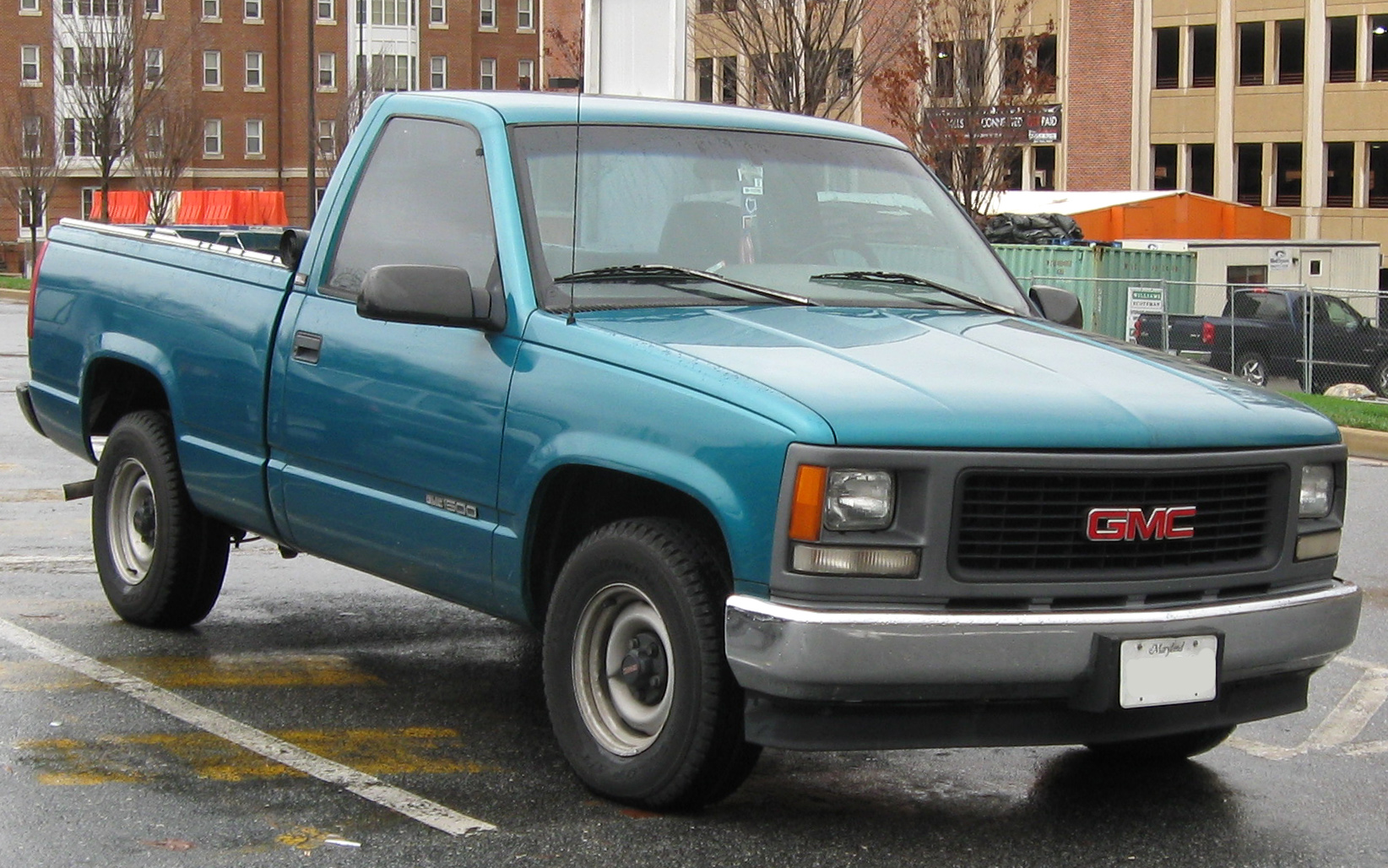
GMC C/K Sierra

La planification de la plate-forme GMT400 a commencé au début des années 1980. Après le gel de la conception, le développement de la production a commencé au début de 1984 et les pick-ups ont été introduits en avril 1987 en tant que modèles de 1988 (connus sous le nom de plate-forme GMT400). Pour cette génération, toutes les finitions du pick-up GMC full-size étaient connues sous le nom de GMC Sierra. Il y avait huit versions différentes de la gamme C/K pour 1988: cabine simple Fleetside, cabine allongée Fleetside, cabine 4 portes Fleetside et cabine simple Stepside, chacun en deux roues motrices (C) ou quatre roues motrices (K). Cette cabine allongée été la première offerte sur un pick-up GM. Un autre changement important été l'ajout d'une suspension avant indépendante sur tous les modèles. Trois niveaux de finition étaient disponibles: Cheyenne, Scottsdale et Silverado. Les moteurs étaient un V6 de 4,3 L de 162 ch (119 kW), un V8 de 5,0 L de 177 ch (130 kW), un V8 de 5,7 L de 213 ch (157 kW) et un V8 Diesel de 6,2 L. Un V8 de 7,4 L de 233 ch (172 kW) était disponible dans les pick-ups de 3/4 de tonne et d'une tonne. La majeure partie du groupe motopropulseur était un report du R/V de 1987 avec injection de carburant. Pour améliorer la durabilité, les pick-ups présentaient une utilisation intensive d'acier galvanisé pour la résistance à la corrosion et un cadre entièrement soudé avec une section avant en caisson pour la résistance et la rigidité. Lors du développement de la plate-forme GMT400, les concepteurs de GM ont basé leurs prototypes sur la série compacte GMT325 S (S10 et S15/Sonoma) - lors de la sortie officielle, le GMT400 a été le premier véhicule GM à utiliser un compteur de vitesse électronique et un entraînement d'accessoire en serpentin. Certains considèrent le GMT400 comme une version à plus grande échelle du S10/Sonoma aux contours arrondis - incorporé plus tard dans la deuxième génération de la série S.
En 1989, une finition Fleetside Sport était disponible avec des pare-chocs et une calandre de couleur assortie, des roues chromées et des phares antibrouillard. Les véhicules avec finitions Sport sont disponibles en seulement 3 couleurs: Black était la couleur exclusive du 454 SS, Red était réservé au Silverado Sport à 2 roues motrices et White était réservé au Silverado Sport à 4 roues motrices. Les modèles Sport n'ont été fabriqués que de 1989 à 1992. Ce style est principalement une finition de garnitures désigné par un code VIN. Ce code peut être vérifié auprès d'un concessionnaire GM local, car il n'y a plus de site Web pour spécifier le code de désignation approprié du numéro de VIN. Comme il ne s'agissait principalement que d'une finition de garnitures, c'est l'un des styles de pick-ups les plus clonés que GM ait jamais produits. Une finition tout terrain Z71 était également disponible avec des plaques de protection et des amortisseurs Bilstein. Le Work Truck (W/T) a été introduit en 1988, qui comprenait une cabine simple avec une benne longue avec finition Cheyenne et une nouvelle calandre avec pare-chocs noirs. Toujours en 1988, le GMC 3500 EFI avec une version à injection de carburant du V8 de 7,4 L est devenu disponible. Le moteur produisait 233 ch (172 kW) et 522 N m. En 1991, la transmission automatique 4L80-E a été ajoutée pour les pick-ups de 3/4 de tonne et d'une tonne. En 1992, la transmission manuelle à quatre vitesses a été abandonnée et les pick-ups Stepside étaient disponibles avec des cabines allongées. Le V8 Diesel de 6,5 litres a également été mis à disposition avec un turbocompresseur. Les modèles de 1994 ont reçu un nouveau carénage avant, un feu stop central surélevé, de nombreuses nouvelles couleurs extérieures, y compris une nouvelle option bicolore sur les bas de caisse et de nouvelles combinaisons de pneus et de roues. En 1993, la transmission 700-R4/4L60 a été révisée avec des commandes électroniques, devenant la 4L60-E. Cette année, les modifications extérieures comprenaient une option de peinture bicolore spéciale, de nouveaux rétroviseurs extérieurs pliants en noir brillant et les poignées de porte ont été changées d'un fini noir lisse brillant à un fini texturé et satiné.
Tous les modèles de 1995 ont reçu un nouvel intérieur qui comprenait un nouveau volant (avec un airbag côté conducteur dans le 1500), un nouveau tableau de bord contenant une radio plus centrale, un système de CVC à cadran et un groupe de jauges amélioré. De nouveaux panneaux de porte avant et de nouveaux sièges ont également été inclus. À l'extérieur, les modèles C/K et Sierra de 1995 ont reçu de nouveaux rétroviseurs extérieurs. Pour 1996, une troisième porte côté passager est devenue optionnelle sur les modèles à cabine allongée. Une nouvelle gamme de moteurs a été incluse; La série de moteurs «Vortec» a entraîné une augmentation de la puissance des moteurs essence V6 et V8 petit bloc. Le V8 Diesel 6,2 a été abandonné.
Les modèles C/K 1500 ont reçu un coussin gonflable côté passager pour 1997 afin de se conformer à la nouvelle réglementation fédérale pour les pick-ups légers (les modèles 2500 et 3500 étaient exemptés). Cela a nécessité une légère refonte du tableau de bord pour intégrer ces airbags. Sur les modèles où les airbags passagers n'étaient pas inclus, l'espace était occupé par un compartiment de rangement. En outre, 1997 devait être la dernière année où le C/K Silverado afficherait "CHEVROLET" sur le hayon (bien que cela se soit poursuivi en 1998 sur les modèles Cheyenne).
Les modèles de 1998 ont reçu un nouveau volant conducteur avancé avec airbag, le système antivol PassLock de GM, et les modèles à finition supérieure arboraient un nouvel insigne Chevrolet Silverado sur le hayon. La peinture bicolore de luxe a été abandonnée, mais le bicolore conventionnel a continué en option.
1999 signifiait des mises à jour mineures de finition et de badge alors que GM préparait la fin de la plateforme GMT-400. Il y avait un certain empiètement dans les années modèle 1999-2002. En réponse aux ventes continues des flottes, les pick-ups GMT400 ont été produits en tant que Sierra Classic/Silverado Classic jusqu'en 1999 et les châssis des C/K et Sierra 2500/3500 à cabine 4 portes ont été produits jusqu'en 2000. Le grand châssis de la cabine C3500HD était le dernier des GMT400 et a mis fin à la production après l'année modèle 2002. Une version brésilienne du GMT400 a été produite au Brésil avec un six cylindres en ligne Chevrolet, un six cylindres en ligne turbodiesel Sprint MWM de 4,2 litres et un quatre cylindres en ligne Diesel Maxion NA de 4,0 L.
Le GMT400 et le G-Van étaient les deux dernières plates-formes à utiliser le V8 petit bloc Chevrolet traditionnel au cours de l'année-modèle 2002.
La plate-forme GMT800 a été introduite en 1999 sous le nom de Silverado/Sierra.

### Modèles de 1999
Pour 1999, alors que le Chevrolet Silverado 1500 était tout nouveau, son prédécesseur, le C/K 1500, été vendu aux côtés du tout nouveau modèle. Uniquement disponible en version Silverado avec la configuration à cabine allongée à deux ou trois portes, le C/K 1500 de 1999 incluait un équipement plus standard que les modèles de 1998, comme la climatisation, surfaces des sièges en tissu de qualité supérieure avec soutien lombaire à réglage électrique pour les deux sièges avant et le moteur essence V8 Vortec de 5,0 L en équipement de série avec l'option du moteur essence V8 Vortec de 5,7 L, les deux avec une transmission automatique à quatre vitesses (les options de transmission manuelle, les moteurs essence V6 et V8 Diesel ont été abandonnées pour les modèles d'une demi-tonne de 1999). Ceux qui voulaient une cabine simple ou des pick-ups moins chers et moins équipés (en particulier ceux avec un moteur essence V6 ou une transmission manuelle) devraient désormais opter pour le tout nouveau Chevrolet Silverado 1500 de 1999.

### C/K en Océanie
Holden a importé le GMC C/K à partir de 1996, exclusivement pour une utilisation en ambulance. Contrairement à son frère, l'Holden Suburban, ils n'étaient pas vendus au grand public ni arboraient le badge Holden, et ils n'étaient pas construits en conduite à droite d'usine.
Jacab Ambulance à Tamworth a acheté les GMC et les a convertis en ambulances, et a également géré la conversion en conduite à droite.

### Finition d'équipement Sport (code RPO BYP)[72]
En 1989, une finition d'équipement Sport était disponible sur les deux modèles C-Series 1500 et K-Series 1500 à cabines simples et à benne courte avec la finition de garnitures intérieures Silverado YE9. La finition d'équipement Sport comprenait une calandre noire avec un logo Chevrolet rouge, des moulures noires soulignées en rouge, des pare-chocs avant et arrière de couleur carrosserie, des rétroviseurs noirs et des autocollants d'identification «SPORT» sur la benne et sur le hayon.
-Les modèles à 2 roues motrices seulement ont également reçu une calandre noire avec des phares antibrouillard intégrés et des roues chromées de 15X7" avec des bouchons centraux en plastique chromé spécial.
-Les modèles à 4 roues motrices seulement étaient exclusivement blancs et recevaient également des évasements de roues noirs, des crochets de remorquage noirs, des roues de 16 pouces en aluminium coulé et des décalcomanies 4x4 Sport supplémentaires.
La finition BYP n'était disponible que sur les pick-ups peints en rouge uni et blanc en 1989. Il a été signalé que le Sport 89 était un cycle de production limité pour déterminer dans quelle mesure la finition serait reçu par les consommateurs dans les années à venir. Aucune suspension ou mise à niveau du moteur n'a été fournie avec les finitions sport, car il s'agissait d'une option d'apparence uniquement. La suspension ou toute autre mise à niveau ou option n'est déterminée que par des codes RPO supplémentaires. les modèles du début de 1989 été vendus avec des amortisseurs Bilstein optionnels d'usine si le code RPO était appliqué. Selon certaines rumeurs, seuls 5 400 pick-ups avec finitions BYP auraient été produits en 1989.
En 1990, le Sport a été introduit et a continué jusqu'en 1992, lorsque les ventes ont commencé à baisser. En 1993, General Motors, ne voulant pas laisser cette finition de style devenir une chose du passé, a réintroduit les pick-ups de marque Sport avec le 454SS. Les modèles GMC pouvaient maintenant être proposés en option avec une finition d'apparence Sport avec leurs propres décalcomanies uniques qui étaient d'un script différent de celui des décalcomanies Sport originales fournies sur les modèles de 1989 à 1992. À partir de 1993, les nouveaux modèles été équipés de solide rétroviseurs extérieurs aérodynamique manuels à profil bas avec couleur assortie à la carrosserie. Une finition de suspension ZQ8 Sport était désormais une option disponible pour les modèles à 2 roues motrices qui comprenaient toujours des amortisseurs Bilstein, une direction à rapport 12:7:1 et des pneus 275/60R15. La finition d'équipements Sport est le plus fréquemment truqué/cloné pour les pick-ups Chevrolet, mais le décodage du code RPO révèle s'il s'agit d'un véritable «Sport» ou non.

### 454SS (code RPO B4U)
En 1990, Chevrolet a présenté une variante haute performance du GMT400 sous l'emblème Super Sport appelé 454 SS. Il était disponible uniquement en tant que cabine simple à benne courte d'une demi-tonne à 2 roues motrices en Onyx Black uniquement avec un intérieur rouge grenat. Le 454SS était propulsé par un V8 de 7,4 L produisant 233 ch (172 kW) et 522 N m. Une transmission automatique à 3 vitesses (Turbo Hydra-Matic 400) et un rapport de pont arrière de 3,73 ont ajouté des performances au pick-up. L'essieu lui-même est unique, étant une unité semi-flottante de 14 boulons qui utilise la série de roues Chevrolet 5 pouces sur 5 - le seul essieu à 14 boulons produit d'usine avec un tel motif de boulon de roue. La suspension a également été améliorée avec des amortisseurs à gaz Bilstein de 32 mm, une barre stabilisatrice avant de 32 mm et un ensemble de direction à rapport rapide 12,7: 1.
Les caractéristiques extérieures uniques comprenaient une calandre avant avec des phares antibrouillard, des jantes spéciales, des décalcomanies affichant «454SS» sur les côtés de la benne, des emblèmes de la finition en rouge et une calandre, des pare-chocs et des rétroviseurs peints en noir. L'intérieur était également unique avec du tissu en peluche spéciale Garnet Red avec garniture noire, sièges baquets à dossier haut sport inclinables et console centrale.
Pour 1991, une transmission automatique électronique à quatre vitesses (connue sous le nom de 4L80E), 25 chevaux de plus et un couple encore plus élevé ont été ajoutés au 454 SS. Le rapport de l'essieu arrière a également été abaissé à 4,10: 1 pour une secousse supplémentaire hors de la ligne. Sur le tableau de bord se trouvait un tachymètre, étrangement omis sur les modèles de 1990. Un double échappement double a également été ajouté pendant les années modèle 1993 à 1994.
Le prix de base du modèle de 1990 était de 18 295 $ US avec une redevance de destination de 550 $. Au total, 16 953 unités ont été vendues au cours des 4 années de production des 454 SS, avec 1990, la première année de production, vendant 13 748 unités à elles seules. Le 454 SS a été abandonné après l'année modèle 1994.

### C3500 HD
En 1991, GM a présenté un modèle C3500 HD avec un poids nominal brut du véhicule de 15 000 livres sous les plaques signalétiques Chevrolet et GMC. Il était positionné pour combler l'écart entre les pick-ups légers et les camions moyens. Il n'était proposé qu'en tant que châssis de cabine standard qu'en 1996, date à laquelle un châssis de cabine 4 portes a également été proposée. Il n'est pas clair si la cabine 4 portes n'était réservée qu'aux commandes des flottes ou si elle était accessible au grand public. Une cabine allongée n'a jamais été proposée, bien que de telles conversions aient été effectuées. Toutes les couleurs de peinture et la plupart des options étaient proposées dans le C3500 HD. Les feux de position/gabarit de la cabine supérieure n'étaient pas des équipements en option sur le C3500HD. Les deux options de rétroviseurs sont les rétroviseurs de style campeur et de style côte ouest.
L'essieu moteur utilisé sur le C3500 HD était le Dana 80, un essieu entièrement flottant de 2 179 mm de large avec une couronne dentée de 279 mm équipée de roues de 19,5 pouces x 6,0. L'essieu avant était un essieu relevable à poutre en I solide, semblable aux essieux des camions moyens et lourds. Les essieux à lames avant et arrière étaient équipés de freins à disque.
Les empattements disponibles étaient de 3 442,405 1 et 4 661 mm. Le C3500 HD utilisait un cadre différent de celui du châssis de la cabine C/K3500. Le châssis de la cabine C/K3500 et les rails de châssis arrière du C3500 HD sont espacés de 864 mm pour un montage facile des carrosseries, mais c'est là que s'arrête la similitude. Le cadre du HD est beaucoup plus lourd et sort directement derrière la cabine haute, ce qui nécessite le panneau de remplissage HD incomparable entre le pare-chocs et la calandre. Les ailes avant étaient également équipées des mêmes évasements utilisés sur les modèles 4x4 des pick-ups plus légers pour couvrir la largeur de voie accrue et les pneus plus gros.
Deux transmissions étaient proposées dans le C3500 HD; la 4L80E OD automatique 4 vitesses et la NV4500 manuelle 5 vitesses.
Il y avait également des versions brésiliennes du C3500 HD, offerts sur le marché intérieur uniquement en tant que GMC et sur les marchés d'exportation régionaux (essentiellement l'Argentine et l'Uruguay) en tant que Chevrolet. Ces versions étaient badgées d'une manière différente de ses homologues américaines, nommées 6-100 et 6-150 selon leur poids nominal brut du véhicule approximatif en tonnes métriques (un peu au-dessus de 6 tonnes) et la puissance en chevaux DIN (100 ch DIN (74 kW) pour la version 4 cylindres équipée avec un moteur Maxion S4 et 150 ch (110 kW) équipé du moteur Sprint MWM TC 6.07), toujours boulonné à une transmission manuelle à 5 vitesses. La version C2500 à benne courte n'utilisait la plaque signalétique GMC 3500 HD qu'entre 2000 et 2001 et était équipée du moteur MWM, car elle avait augmenté le poids nominal brut du véhicule à 3,5 tonnes afin d'être classé comme camion au Brésil pour réduire les taxes et frais de licence annuels.
GM n'a jamais offert un équivalent K3500 HD à quatre roues motrices du C3500 HD. Plusieurs sociétés de conversion du marché secondaire ont proposé une version 4x4 avec un essieu avant Dana 60 ou Dana 70. Au moins une entreprise, Monroe Truck, proposée des aménagements 4 roues motrices provenant de concessionnaires GM en tant que code RPO VCB. Tulsa est une autre entreprise qui effectué des conversions en 4x4 pour des sociétés de services publics. Les conversions de Quigley concernaient principalement les applications de pompiers/ambulances.

#### Moteurs de 1991-2000
Les offres de moteurs pour le C3500 HD comprenaient trois moteurs essence; Le petit bloc 350 de 5,7 L et le gros bloc de 5e génération de 7,4 L de 1991 à 1995. En 1996, le 5,7 L et le 7,4 L ont été remplacés par le nouveau Vortec gros bloc de 6e génération de 7,4 L.
L'un des principaux ajouts aux années 1991-2000 est qu'il a introduit le V8 traditionnel 305 de 5,0 L et également un V8 de 5,7 L qui était plus courant dans les finitions SLE.
Le turbodiesel de 6,5 L RPO L65 a fait ses débuts dans le C3500 HD en 1991, l'année de sortie du moteur. Le 6,5 L était le seul moteur Diesel proposé pour toute la production du C3500 HD GMT400. Aucun Diesel n'était disponible pour 1991, la première année de production du C3500 HD.

#### Moteurs de 2001-2002
Alors que tous les autres modèles de pick-up C/K ont été abandonnés en 2000, le C3500 HD a été produit jusqu'en 2002 en raison de la demande des flottes. Dans les brochures, il est appelé Sierra Classic/Silverado Classic. Il y avait deux choix de moteur: le V8 Vortec de 8,1 L a remplacé le Vortec de 6e génération de 7,4 L, tandis que le vénérable turbo Diesel de 6,5 L a continué.

#### Roues
Les pick-ups GMT400 étaient vendus avec des roues de 15 pouces sur les modèles C1500, 16 roues sur tous les autres modèles, à l'exception du C3500 HD qui avait des roues de 19,5 pouces.
Les modèles de boulons pour les roues sont les suivants:
- C1500 - 5x5" K1500, CK2500 léger - 6x5,5" CK2500 HD, CK3500 - 8x6,5" C3500 HD - 10x7,25"
- Hollander 1366 - acier, 19,5x6 pouces, 10 branches, double roue, C3500 HD seulement
- Hollander 1618 - fonte d'aluminium, roues de 16x7 pouces, 6 branches, roues 4x4 pour le K1500
- Hollander 1619 - acier, 16x6, 8 branches, roue non double, CK2500HD et CK3500
- Hollander 1621 - acier, 16x6,5 pouces, roue à 6 branches, capacité de 1 tonne à 6 bars
- Hollander 1622A - acier, 16x6,5 pouces, roue à 6 branches, capacité de 700 kg à 4 bars
- Hollander 1622B - acier, 16x6,5 pouces, roue à 6 branches, capacité de 1 tonne à 6 bars
- Hollander 1670A - acier chromé, 15x7 pouces, roue à 5 branches, offert sur les modèles C1500 454SS
- Hollander 1670B - acier peint, 15x7 pouces, roue à 5 branches, pneu de rechange pour les 454SS
- Hollander 1740 - fonte d'aluminium, 15x7 pouces, roue à 5 branches, offert en nombres limités sur les modèles C1500 de 1988-1992
- Alcoa .... - 16x7 pouces, 6 branches, roue en aluminium forgé - utilisé sur les Tahoe Z71 de 2000
- Ronal R36 - 16x7 pouces, fonte d'aluminium, roue à 5 branches, Tahoe Limited de 2000

## Version brésilienne
Une variante de la famille C/K a été introduite au Brésil dans les années 1960. Ceux-ci utilisaient le groupe d'instruments des Chevrolet C-Series et K-Series américain de 1960 à 1966, bien que la disposition extérieure des tôles soient exclusives au Brésil. Les modèles construits comprenaient un pick-up léger, nommé C-10, et un SUV nommé Veraneio (initialement connu simplement sous le nom de Chevrolet C-1416), introduit en 1964. Ils étaient initialement propulsés par un moteur six cylindres en ligne Chevrolet 4,2 L basé sur les moteurs "Stovebolt" d'avant 1962. Plus tard, ils ont utilisé le moteur de 4,1 L de la Chevrolet Opala. Plus tard, un quatre cylindres Diesel (Perkins Q20B) a également été proposé sous le nom de D-10 (pick-up léger uniquement). Une version à l'éthanol du C-10 a été proposée à partir de 1981, baptisée A-10.
Après 1985, un pick-up redessiné avec la même structure de cabine que le pick-up américain C/K de 1973-1987, mais avec un avant différent ressemblant davantage aux Chevrolet brésiliens basé sur les Opel de l'époque, a été présenté comme le C-20, propulsé par un quatre cylindres en ligne de 4,1 L des modèles américains Chevy II/Nova. Des versions Diesel et éthanol été également vendues, nommées respectivement D-20 et A-20 (les modèles ultérieurs du D-20 ont remplacé le moteur Perkins Q20B par un Maxion S4). La version originale du Veraneio a été maintenue en production jusqu'en 1988 (année modèle 1989), mais il a finalement été remplacé par une version mise à jour basée sur la famille C-20.
En 1997, GM officiellement introduit, au Brésil et en Argentine, le pick-up Silverado alors en vigueur, mais uniquement en C2500 avec une carrosserie à cabine simple à benne courte, qui a duré jusqu'en 2001, et à la fin de 1998 est venu le Tahoe, qui en Argentine et au Brésil était badgé Grand Blazer. Fin 1999, la production du Silverado a été transférée d'Argentine au Brésil et le Grand Blazer a tout simplement été abandonné. Le moteur six cylindres en ligne de 4,1 L de 140 ch (103 kW) était offert sur les deux modèles avec une option pour un moteur turbodiesel MWM de 4,2 L produisant 170 ch (125 kW). Mais le modèle a acquis la réputation d'être un véhicule de travail moins performant que son prédécesseur. Après l'arrêt du Silverado au Brésil, GM a cessé d'offrir tout pick-up full-size au Brésil.

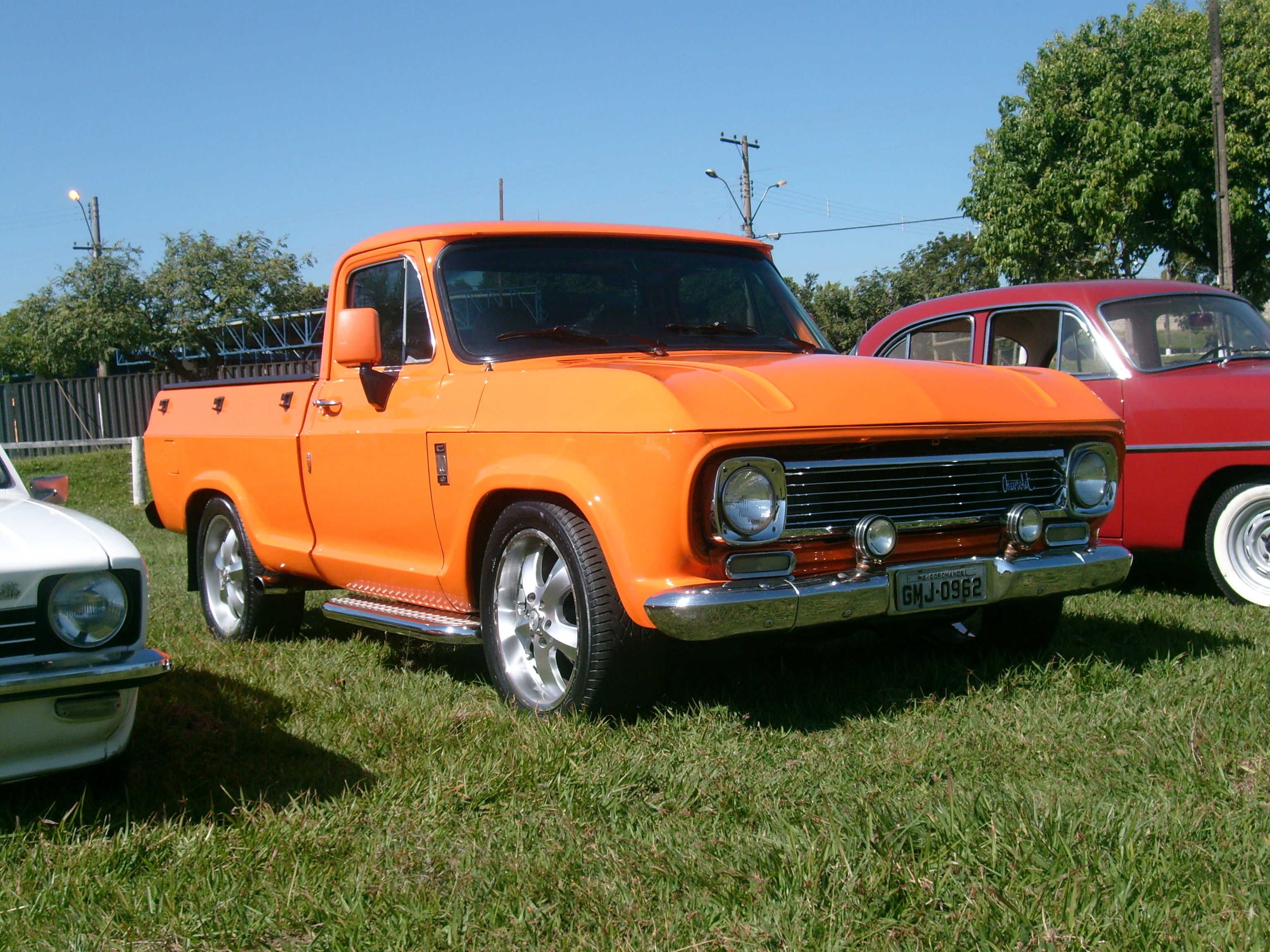
C-10 brésilien - 1964-84
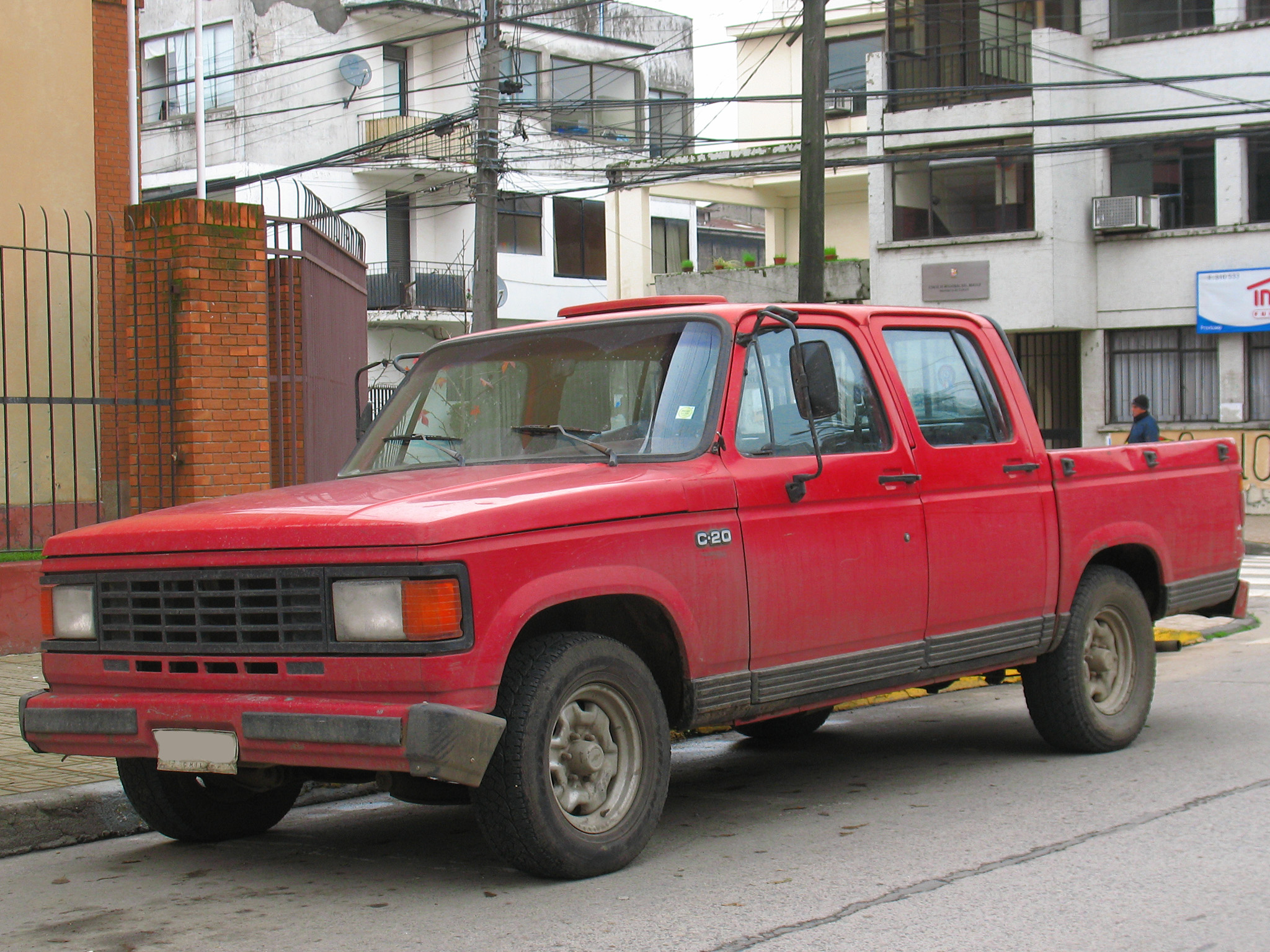
C-20 brésilien cabine dupla - 1985-97